# Gruppo di forze sovietiche in Germania
Il Gruppo di forze sovietiche in Germania (in russo Группа советских войск в Германии?, Gruppa sovetskich vojsk v Germanii, in sigla: ГСВГ, GSVG), era la denominazione assegnata ai reparti dell'Esercito sovietico, schierate in Germania Orientale dopo la vittoria dell'Unione Sovietica nella seconda guerra mondiale. In origine le forze erano conosciute come Gruppo di forze sovietiche d'occupazione in Germania (1945-1949), mentre nell'ultimo periodo della loro esistenza (1988-1994) furono denominate Gruppo di forze occidentale.
Il Gruppo di forze sovietiche in Germania fu per tutto il lungo periodo della guerra fredda l'elemento militare fondamentale dello schieramento del Patto di Varsavia, ed era costituito dalle unità dell'esercito sovietico più preparate e meglio equipaggiate; mantenute al massimo livello di prontezza operativa, le unità del GSVG erano ritenute in grado di effettuare grandi e rapide manovre offensive. La dirigenza politico-militare della NATO temeva un'offensiva in profondità nel territorio tedesco del Gruppo di forze sovietiche in Germania e i piani alleati erano principalmente concentrati sulle strategie da impiegare per frenare l'avanzata delle forze meccanizzate sovietiche schierate nella Germania Orientale.
Con la fine della guerra fredda, lo scioglimento del Patto di Varsavia e la dissoluzione dell'Unione Sovietica, le forze sovietiche in Germania furono ordinatamente richiamate in patria con tutto il loro materiale; le operazioni di ritirata si conclusero nel 1994 dopo il completamento della riunificazione tedesca.

## Storia

### Origine e organizzazione iniziale
Il raggruppamento di forze sovietiche in Germania prese origine dalle vicende finali della seconda guerra mondiale in Europa e dalle circostanze concrete della vittoria dell'Armata Rossa; la battaglia conclusiva di Berlino aveva visto la partecipazione di un enorme complesso di forze sovietiche che avevano invaso i territori orientali tedeschi e si erano congiunti con gli Alleati occidentali lungo la linea dell'Elba. Dopo la resa incondizionata della Germania il 7-8 maggio 1945, Stalin ed il Comando supremo sovietico diramarono fin dal 29 maggio 1945 la Direttiva n. 11095 che prevedeva appunto la costituzione del cosiddetto "Gruppo di forze di occupazione sovietiche in Germania"; le forze sarebbero state prelevate dalle formazioni del "1º Fronte Bielorusso", del "2° Fronte Bielorusso" e del "1º Fronte Ucraino" che avevano condotto le operazioni finali della guerra sul suolo tedesco. Il 10 giugno 1945 il gruppo di forze di occupazione diede inizio ufficialmente alla sua attività e il maresciallo Georgij Žukov ne prese il comando assumendo anche il titolo e la funzione di "Comandante supremo dell'amministrazione militare sovietica in Germania".

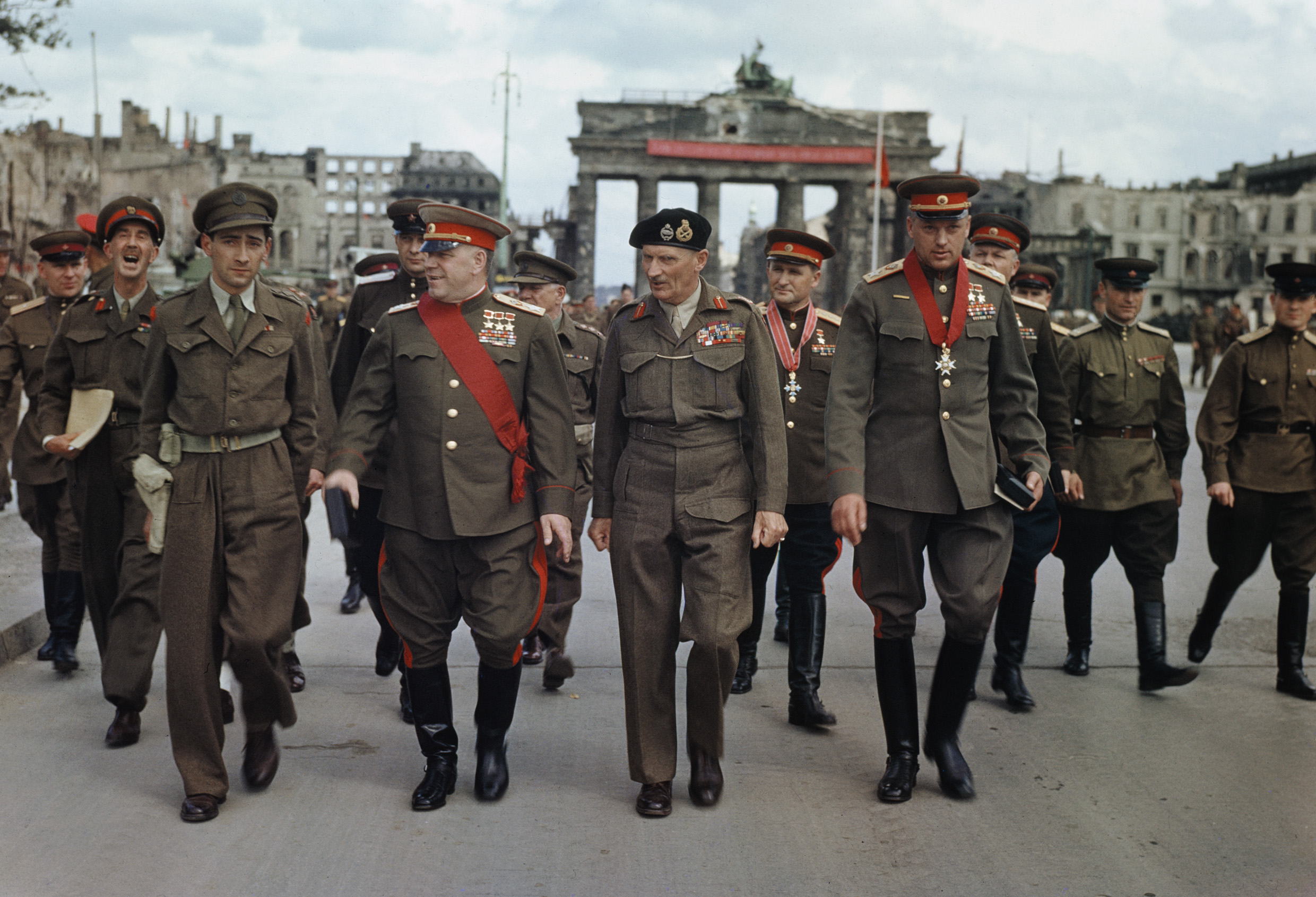
Alti comandanti alleati a Berlino nel 1945 dopo la vittoria sulla Germania nazista; al centro da sinistra il maresciallo Georgij Žukov, il maresciallo Bernard Montgomery, il maresciallo Konstantin Rokossovskij

La direttiva del 29 maggio 1945, firmata da Stalin e dal capo di stato maggiore dell'Armata Rossa, generale Aleksej Antonov, precisava dettagliatamente le forze assegnate al comando delle truppe d'occupazione e assegnava gli incarichi di comando; secondo questa direttiva era previsto che rimanessero in Germania tre armate carri delle guardie, tre armata d'assalto e due armate combinate, tra cui la famosa 8ª Armata delle guardie. Le forze sovietiche avrebbero occupato un territorio di circa 107.000 chilometri quadrati abitato da una popolazione di circa 18.600.000 persone. Inizialmente, il quartier generale delle forze sovietiche d'occupazione venne stabilito a Potsdam ma nel 1946 venne trasferito a Wünsdorf, dove sarebbe rimasto per tutto il periodo della sua esistenza. L'impegnativo problema del reperimento e adeguamento delle strutture logistiche destinate alle forze sovietiche, che ammontavano a diverse centinaia di unità e formazioni, venne risolto soprattutto con l'utilizzo di basi militari e luoghi di addestramento in precedenza a disposizione della Wehrmacht.
Nei primi anni del dopoguerra il Gruppo di forze sovietiche d'occupazione in Germania era formato da circa 2,9 milioni di soldati e le sue missioni principali inizialmente furono soprattutto la protezione dei confini della zona sovietica e la partecipazione ai programmi perseguiti dall'amministrazione militare per rimuovere l'influenza residua del nazismo nella popolazione ed eliminare le correnti militariste tradizionalmente presenti nella Germania prussiana. Inoltre le forze sovietiche avevano anche il compito di assicurare il rispetto dei termini degli accordi di Potsdam tra i Tre Grandi e procedere allo smantellamento delle installazioni industriali tedesche presenti nell'area di occupazione di cui era previsto il trasferimento in Unione Sovietica.

### Missioni e struttura delle forze sovietiche in Germania
L'organizzazione delle forze sovietiche in Germania venne modificata numerose volte nel corso del tempo; l'Armata Rossa procedette ben presto alla smobilitazione di una parte dei suoi reparti e al ritorno in patria dei soldati richiamati per la guerra; le prime armate a partire furono la 5ª Armata d'assalto e la 47ª Armata. Gli effettivi presenti sul territorio tedesco diminuirono in modo molto significativo e alla fine del 1947 erano ridotti a 350.000 soldati; con l'aggravarsi della tensione tra le grandi potenze in conseguenza dell'inizio della guerra fredda, le forze sovietiche furono incrementate dal 1948 e salirono a 500.000-600.000 soldati. Fino al 1949 il personale militare era sottoposto gerarchicamente alla cosiddetta "Amministrazione militare sovietica in Germania" e fino al 1953 alla "Commissione di controllo sovietica" che venne sciolta ufficialmente il 28 maggio 1953; a partire da questa data la dirigenza sovietica decise di separare rigidamente le funzioni di occupazione militare da quelle specificamente amministrative. Il comandante in capo del Gruppo di forze sovietiche in Germania fino al 1949 svolse anche le funzioni di responsabile supremo dell'amministrazione del territorio occupato, mentre fino al 1953 esercitò anche la funzione di presidente della "Commissione di controllo sovietica" sul territorio che era stata costituita il 7 ottobre 1949.
Dopo l'abolizione delle funzioni di occupazione nel 1954 il "Gruppo di forze sovietiche di occupazione" prese la denominazione dal 24 marzo 1954 di "Gruppo di forze sovietiche in Germania" (GSVG); la base giuridica formale per la presenza delle truppe sovietiche sul territorio tedesco era costituita dall'accordo sulle relazioni tra Unione Sovietica e Repubblica Democratica Tedesca del 1955 e dall'accordo sul "soggiorno temporaneo di truppe sovietiche sul territorio della DDR" del 1957. In quell'anno il controllo e la protezione dei settori di confini venne assegnato ufficialmente al personale della DDR, mentre il Gruppo di forze sovietiche mantenne l'autorità di controllo sui posti confine presenti all'interno dell'area di Berlino, divisa tra settore occidentale e settore orientale.

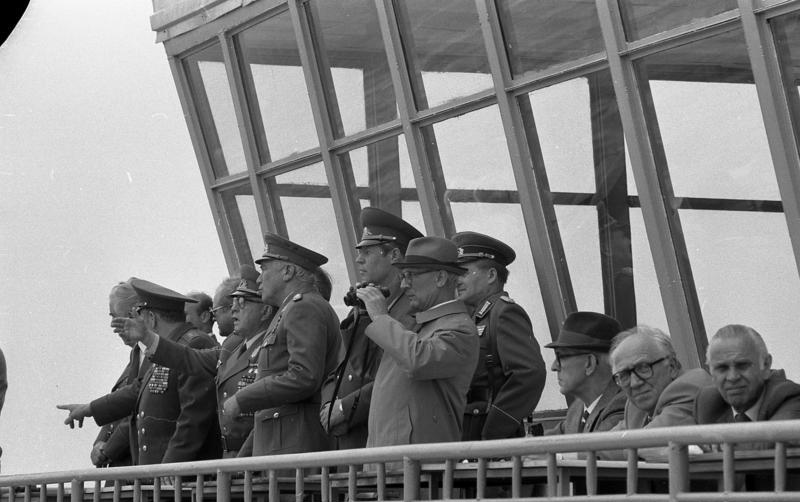
Alti ufficiali sovietici e tedesco orientali assistono, insieme a Erich Honecker alle manovre del 1983 a Magdeburgo
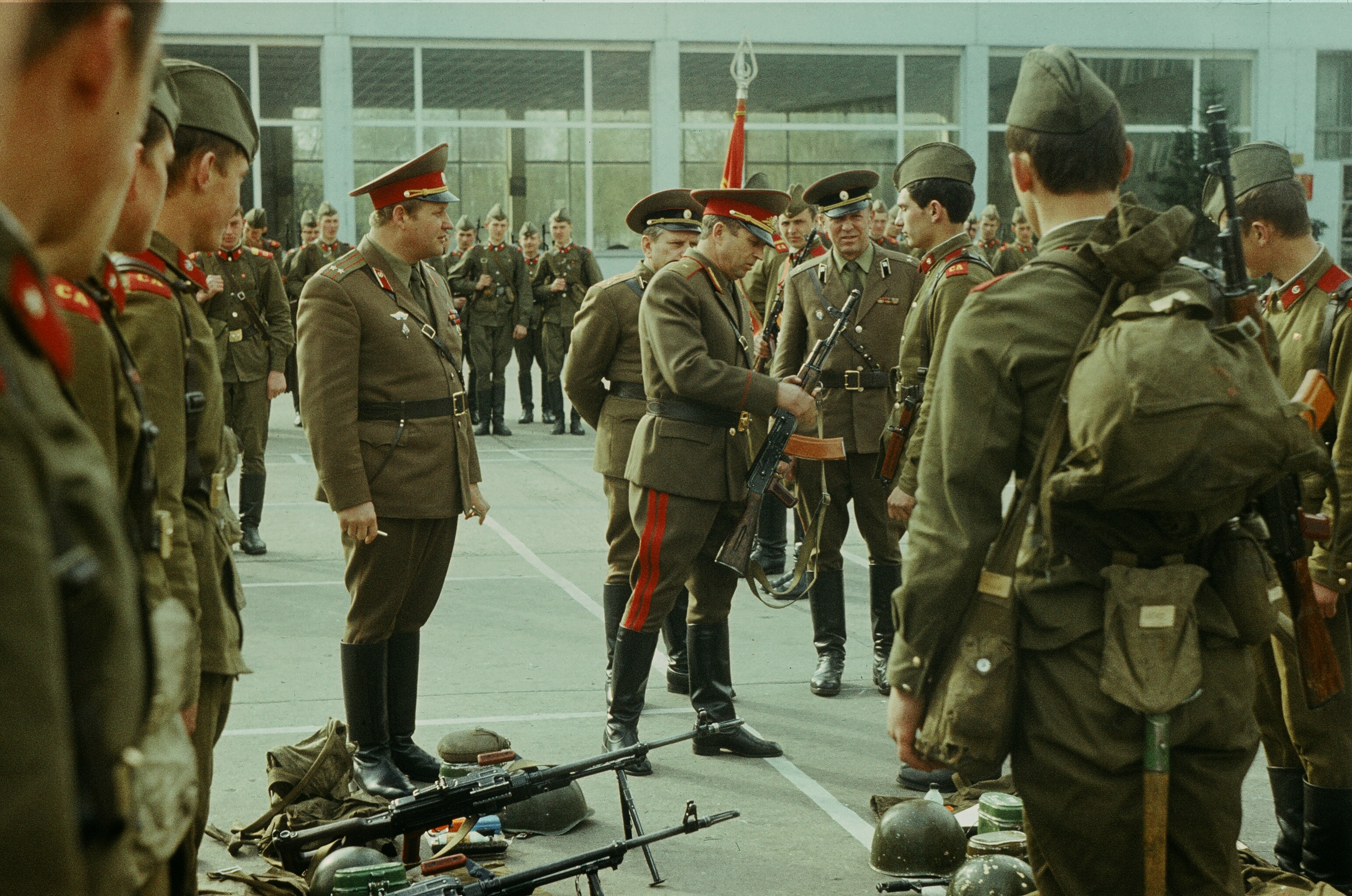
Ispezioni dei soldati della 20ª Armata del GSVG nel 1981
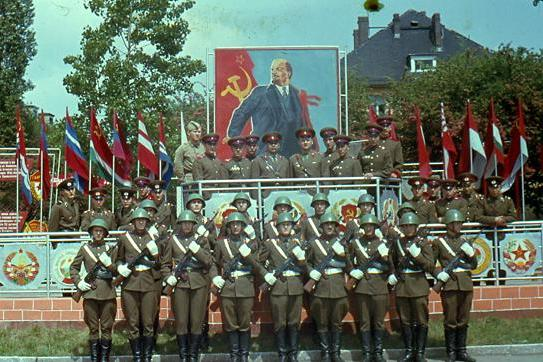
Reparto del 67º reggimento motorizzato delle guardie nel 1970
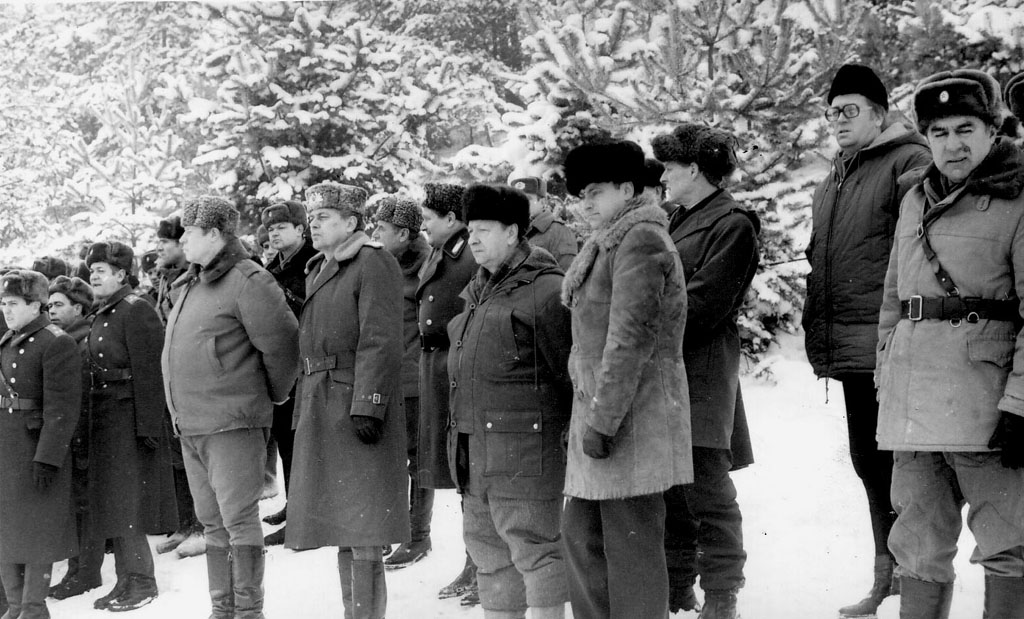
Esercitazioni della 39ª Divisione fucilieri motorizzata delle guardie nel 1985 alla presenza del generale Zajcev

Nel corso del tempo il Gruppo di forze sovietiche in Germania godette di larga autonomia e creò una serie di strutture per i soldati e le loro famiglie, trasformandosi in una sorta di "stato nello stato"; vennero costruiti e attivati campi militari, infrastrutture, scuole militari per ufficiali, scuole per bambini, campi estivi, strutture sanitarie e sanatori. Le truppe sovietiche occupavano 777 caserme e 276 altre localizzazioni sul territorio dell Repubblica Democratica tedesca; tra queste strutture erano compresi anche 47 aeroporti e 116 aree di addestramento; la maggior parte delle strutture si trovavano nel Brandeburgo.
Il Gruppo di forze sovietiche in Germania mantenne un proprio stile di vita, con le sue tradizioni, la sua atmosfera e un livello culturale e di benessere molto superiore a quello presente nei distretti militari interni dell'Unione Sovietica; in totale durante la sua lunga esistenza nel Gruppo di forze in Germania prestarono servizio 8,5 milioni di soldati dell'esercito sovietico, tra cui 1.171 Eroi dell'Unione Sovietica, comprese 26 persone che ricevettero l'onorificenza due volte e due (il maresciallo Žukov e l'ufficiale-pilota Ivan Nikitovič Kožedub) a cui fu assegnata per tre volte.
La missione strategica principale del Gruppo di forze sovietiche consisteva ufficialmente nella protezione dei confini occidentali del Patto di Varsavia, l'alleanza stipulata nel 1955 tra i paesi comunisti dell'Europa centrale ed orientale, contro minacce esterne e sbaragliare ogni nemico che avesse messo in pericolo la sicurezza del territorio della Germania orientale. Nella pianificazione strategica dello stato maggiore sovietico, il GSVG rappresentava il primo scaglione di forze (truppe di copertura) che in caso di guerra potenziale con il nemico, avrebbe dovuto fermare l'avversario sulla linea di confine e permettere la mobilitazione e lo schieramento delle riserve sovietiche e di tutte le forze del Patto di Varsavia. Il Gruppo di forze sovietiche in Germania, che avrebbe dovuto affrontare, in caso di guerra in Europa, le agguerrite formazioni meccanizzate degli eserciti della NATO, in particolare le divisioni statunitensi, tedesco occidentali e britanniche, venne sempre dotato delle attrezzature più moderne a disposizione e delle armi più sofisticate ed efficienti dell'arsenale sovietico, comprese armi nucleari di teatro.

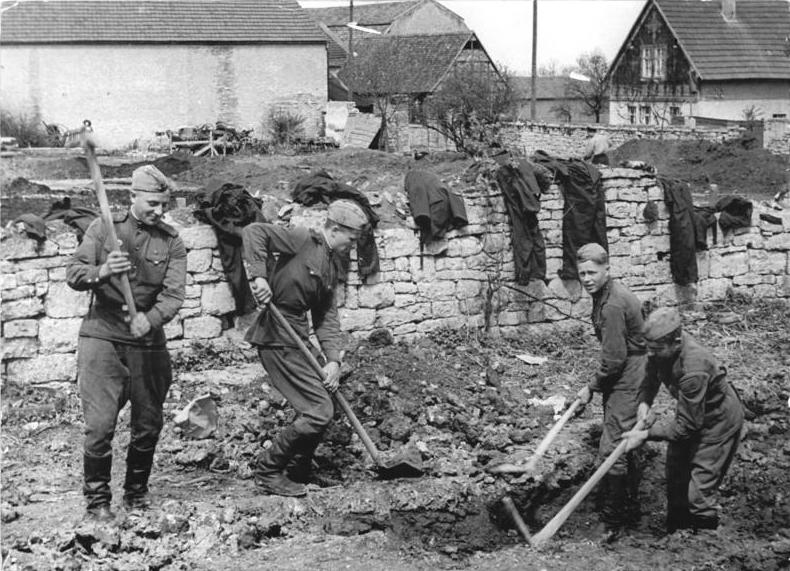
Soldati sovietici impegnati in lavori di scavo nel 1958
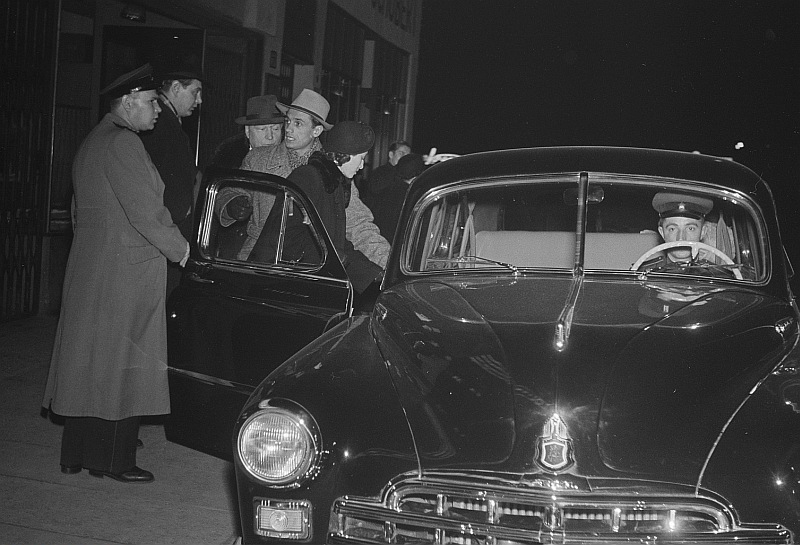
I ballerini sovietici Jurij Kondratov e Majja Michajlovna Pliseckaja in visita alle truppe sovietiche in Germania
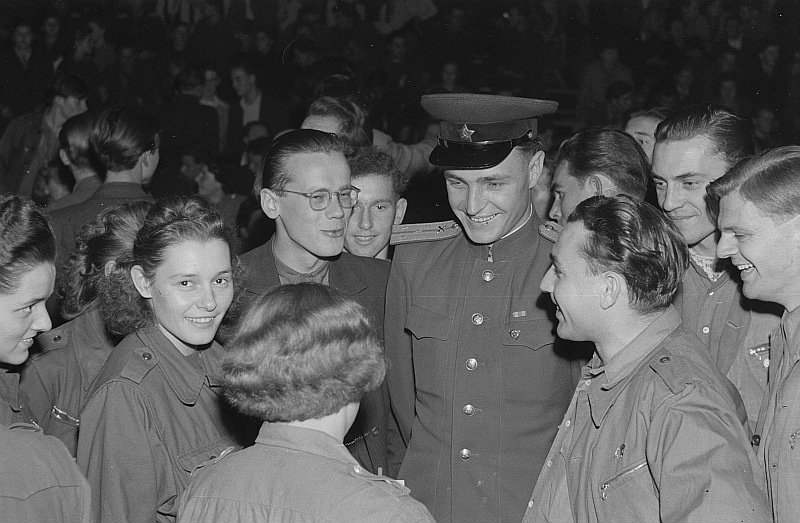
Momenti di fraternizzazione dei soldati sovietici
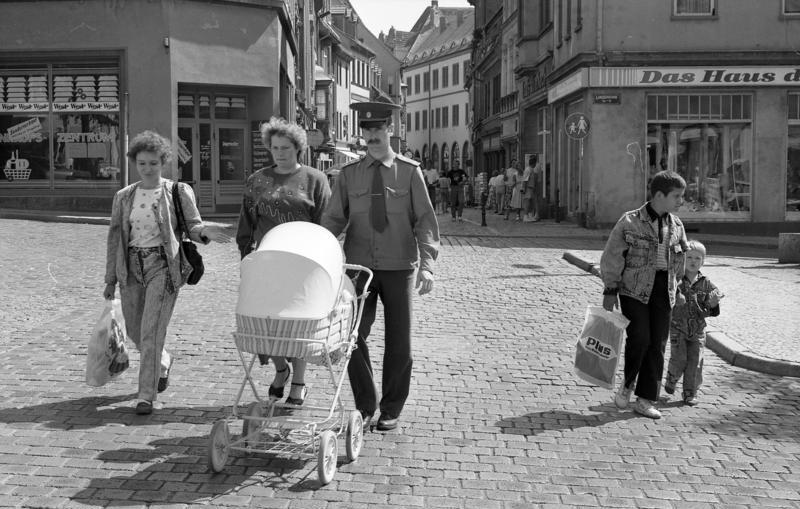
Famiglie di militari sovietici

Per un breve periodo, tra aprile e settembre 1959, il GSVG ebbe a disposizione anche missili balistici del tipo R-5M dispiegati nelle basi di Fürstenberg/Havel e Vogelsang, con la 72ª Brigata missili. Nel 1963, il Gruppo di forze sovietiche in Germania disponeva di 386.000 soldati effettivi, di cui 46.000 appartenenti alla 16ª Armata aerea; il suo equipaggiamento era costituito da 7.500 carri di tipo T-55 e T-62, 100 missili tattici, 484 caccia, 146 bombardieri, 101 aerei da ricognizione e 80 elicotteri.
Mentre negli anni seguenti gli effettivi e gli armamenti del GSVG aumentarono progressivamente nel 1979-80, sulla base di una risoluzione del governo centrale sovietico, circa 20.000 militari, 1.000 carri armati e molto equipaggiamento fu ritirato dal territorio tedesco, compresa la 6ª Divisione corazzata delle guardie di stanza a Wittenberg. Dopo questa riduzione, peraltro gli effettivi del Gruppo di forze sovietiche in Germania tornarono a salire, mentre dal punto di vista operativo, dal 1984 al 1992 il GSVG venne subordinato direttamente all'Alto comando sovietico della direttrice occidentale con sede a Legnica in Polonia.
I capi delle Forze armate sovietiche prestarono sempre grande attenzione all'efficienza e alla preparazione operativa del Gruppo di forze sovietiche in Germania che fu per tutto il periodo della guerra fredda una precisa e controllata macchina da guerra. Alla metà degli anni ottanta, il GSVG era equipaggiato con 7.700 carri armati dei modelli più recenti (principalmente T-64 e T-80), di cui 5.700 erano assegnati alle forze operative, costituite da 11 divisioni corazzate e 8 divisioni motorizzate, mentre altri 2.000 mezzi erano a disposizione nei deposti di riserva o in manutenzione. Dal 1984 al 1988, il Gruppo venne dotato di missili tattici con gittata fino a 900 chilometri di tipo Temp-S e con missili di tipo Oka con gittata di lancio fino a 400 chilometri.
Mentre la pianificazione strategica dell'Unione Sovietica e del Patto di Varsavia in teoria assegnava al GSVG compiti essenzialmente difensivi, la percezione presente nella dirigenza politico-militare della NATO sul ruolo e il significato operativo del Gruppo di forze sovietiche in Germania era molto diversa. Durante tutto il periodo della guerra fredda la presenza del potente raggruppamento di forze sovietiche sul territorio tedesco, costituito dai reparti meglio addestrati ed equipaggiati dell'Armata Rossa, venne considerato minaccioso e diretto principalmente a compiti aggressivi. Si temeva seriamente un'inarrestabile offensiva delle truppe corazzate sovietiche che avrebbe potuto mettere in pericolo la sicurezza di tutta l'Europa occidentale. Durante gli anni settanta, in corrispondenza con un ulteriore rafforzamento e modernizzazione del GSVG, i pianificatori della NATO ritennero che i sovietici disponessero di una netta superiorità e fossero in grado di effettuare la cosiddetta "partenza a freddo" (un'offensiva-lampo attraverso il territorio tedesco senza necessità di rinforzi). La strategia della "risposta flessibile" prevedeva quindi, nel caso si fosse dimostrato impossibile fermare l'avanzata delle colonne corazzate sovietiche, l'impiego graduale anche di armi nucleari tattiche.
Le esercitazioni militari erano svolte indipendentemente dalla NVA anche se esisteva un accordo chiamato rafforzamento della cooperazione militare che prevedeva dispiegamenti e operazioni assieme ad altri paesi socialisti del patto di Varsavia tra cui anche la DDR. Tuttavia le missioni all'esterno di quest'ultima, anche se solo apparentemente, erano svolte senza l'aiuto sovietico.
I capi politico-militari della NATO ritenevano che il Gruppo di forze sovietiche in Germania si stesse preparando e addestrando intensamente per una guerra offensiva contro i paesi occidentali; veniva considerato particolarmente minaccioso un attacco attraverso le pianure della Bassa Sassonia, difeso dai reparti tedeschi, britannici, olandesi e belgi del Northern Army Group, dove il GSVG avrebbe potuto far avanzare la 2ª Armata corazzata delle guardie e la 3ª Armata d'assalto, equipaggiate con cinque divisioni corazzate, e soprattutto un attacco direttamente verso il Reno attraverso il varco di Fulda, difeso dalle unità del Central Army Group comprendente le migliori divisioni dell'Esercito americano, dove si attendeva un'offensiva della 8ª Armata delle guardie e della 1ª Armata corazzata delle guardie che disponevano di altre cinque divisioni corazzate. Una terza area di possibile offensiva sovietica era ritenuta il cosiddetto "corridoio di Hof" che avrebbe aperto la strada per Monaco di Baviera.

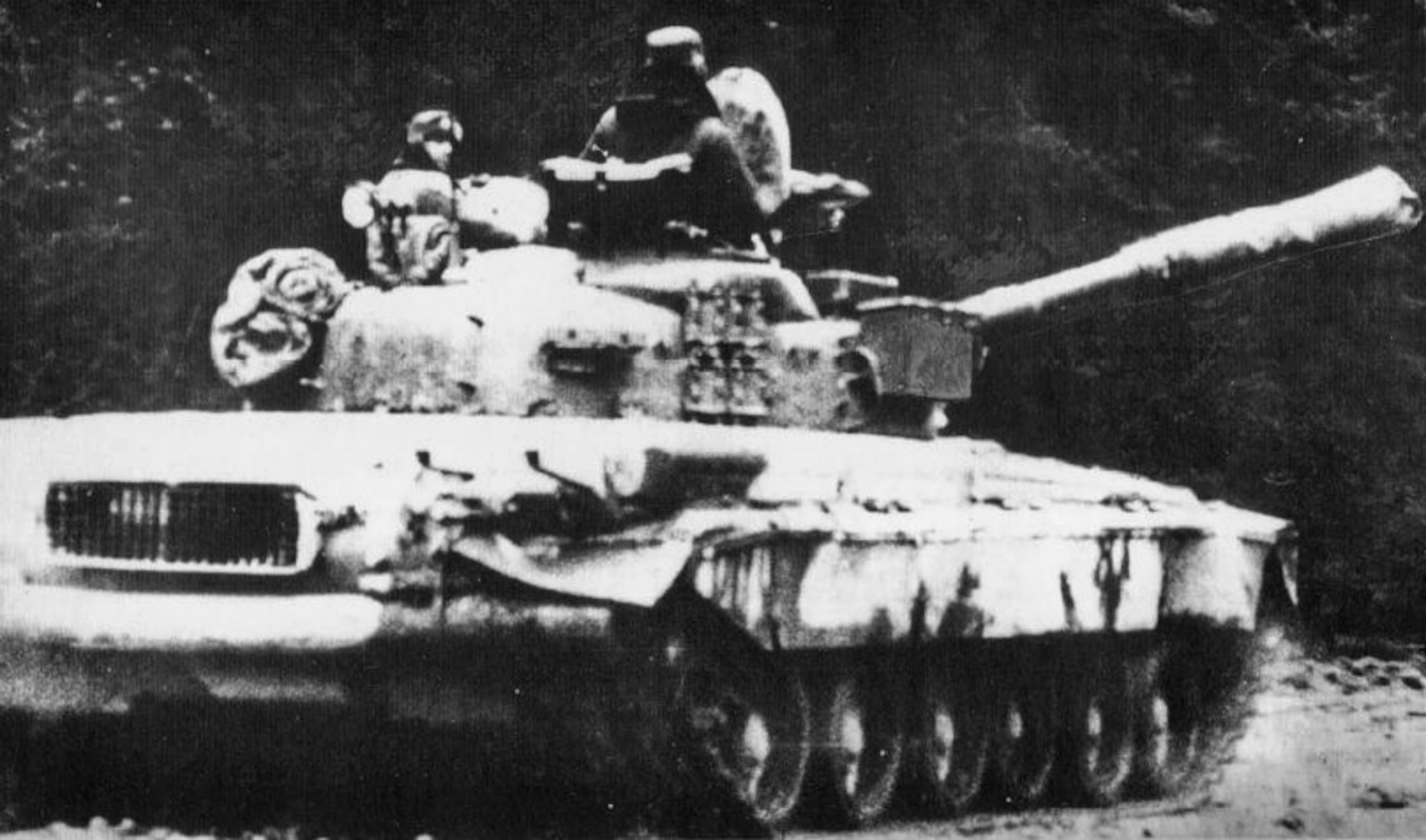
Carri armati T-80 sovietici in addestramento negli anni ottanta
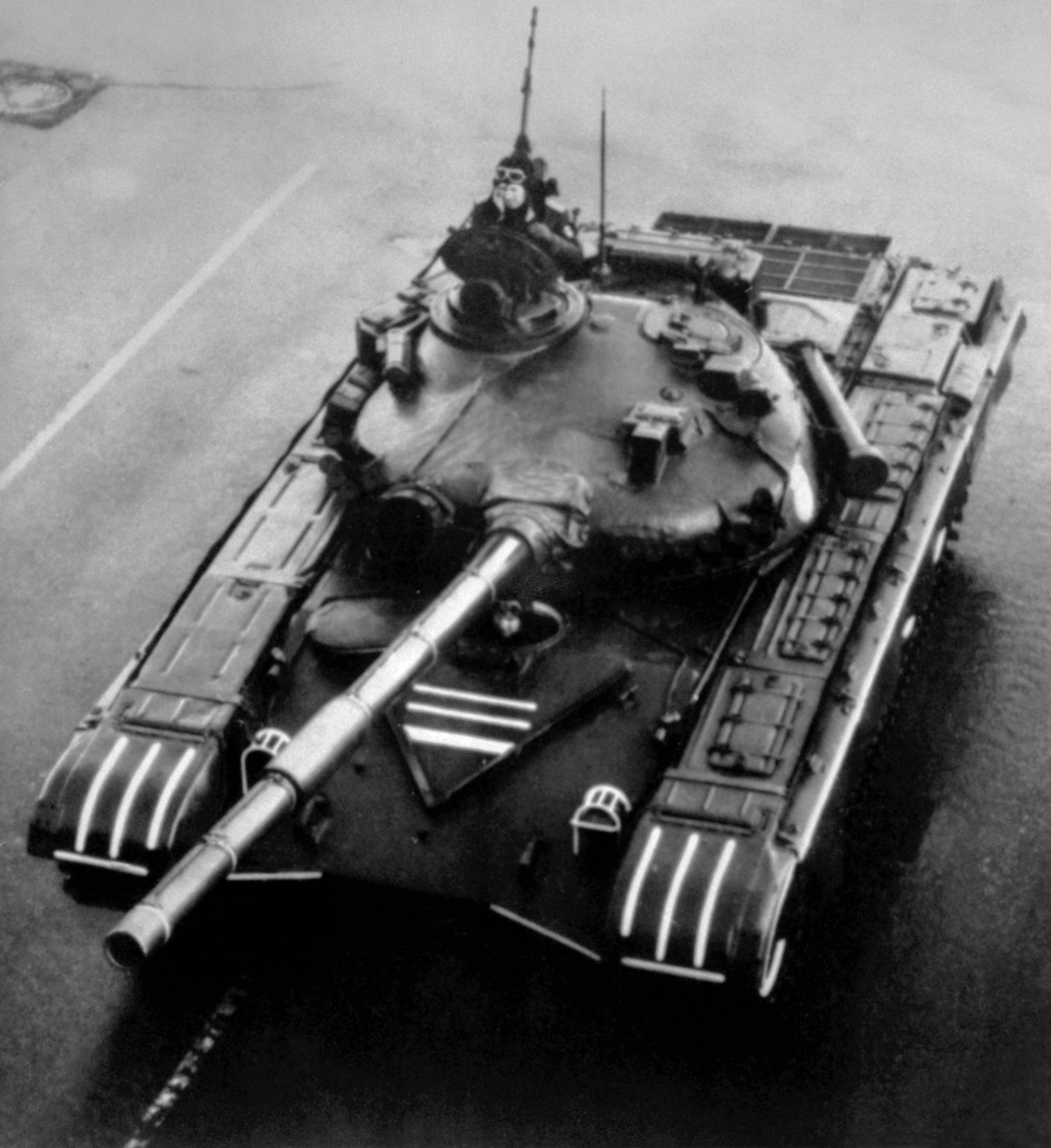
Carro armato sovietico T-72
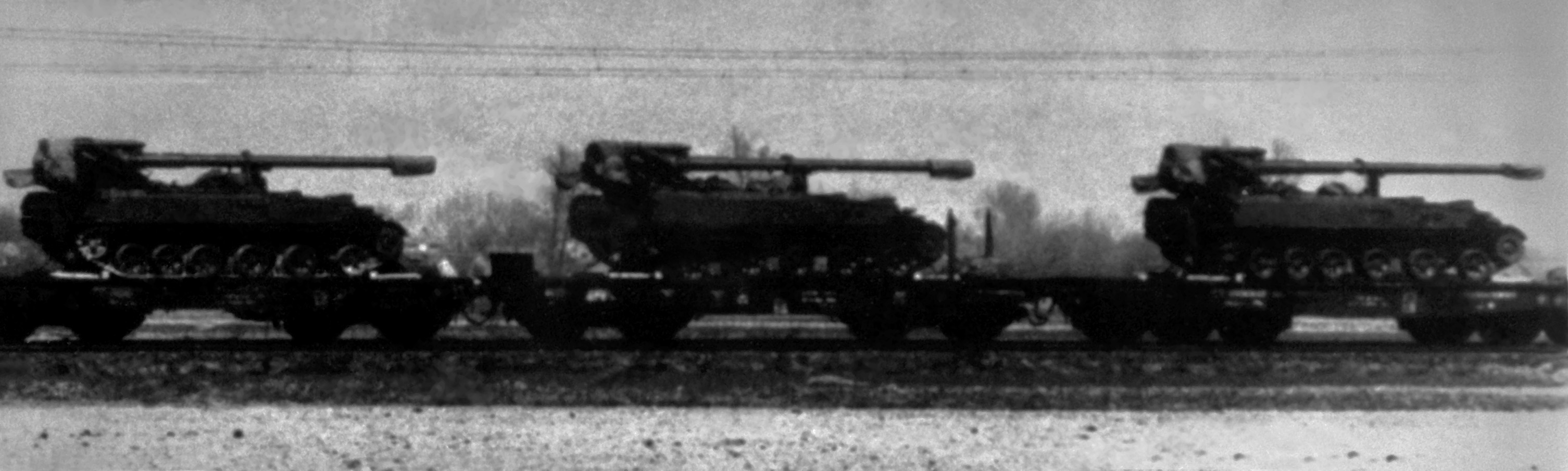
Artiglieria semovente di tipo 2S5 Giatsint-S
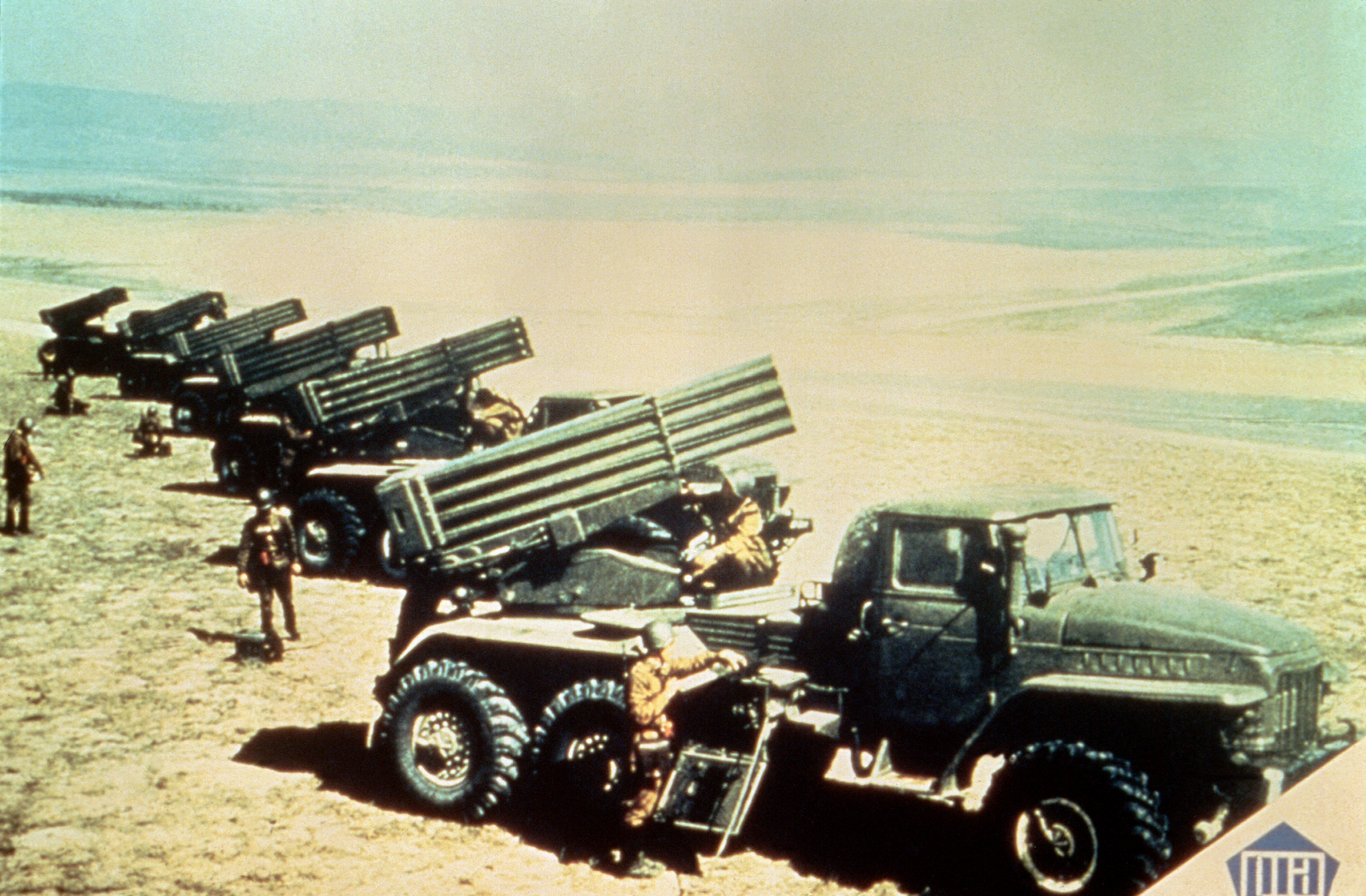
Lanciarazzi multipli di tipo BM-21

Durante il periodo di riforme e distensione promosso da Michail Gorbačëv, il GSVG si trasformò in una forza essenzialmente difensiva in considerazione della sua consistenza numerica, della sua struttura e del suo equipaggiamento; le decisioni politiche comportarono una rilevante riduzione delle unità corazzate entro il 1989. Il 1 giugno 1989 inoltre il gruppo assunse la nuova denominazione di "Gruppo di forze occidentale". Il 19 novembre 1990 il contingente sovietico in Germania era equipaggiato con 4.100 carri armati (tra cui 3.000 T-80), circa 8.000 veicoli blindati (BMP-2, BMP-1 e BTR-60), circa 3600 sistemi di artiglieria semovente (tra cui 2S1, 2S3 e 2S5 Giatsint-S), mortai (2S12) e lanciarazzi multipli (18 sistemi BM-21 in ogni divisione), 390 aerei da combattimento e 315 elicotteri (tra cui Mil Mi-24, Mil Mi-8, Mil Mi-6). Le forze sovietiche in Germania, che il 1 gennaio 1991, erano costituite da 337.800 effettivi, disponevano anche di un gruppo di missili tattici OTR-21 Točka.

### Impiego operativo del Gruppo di forze sovietiche in Germania

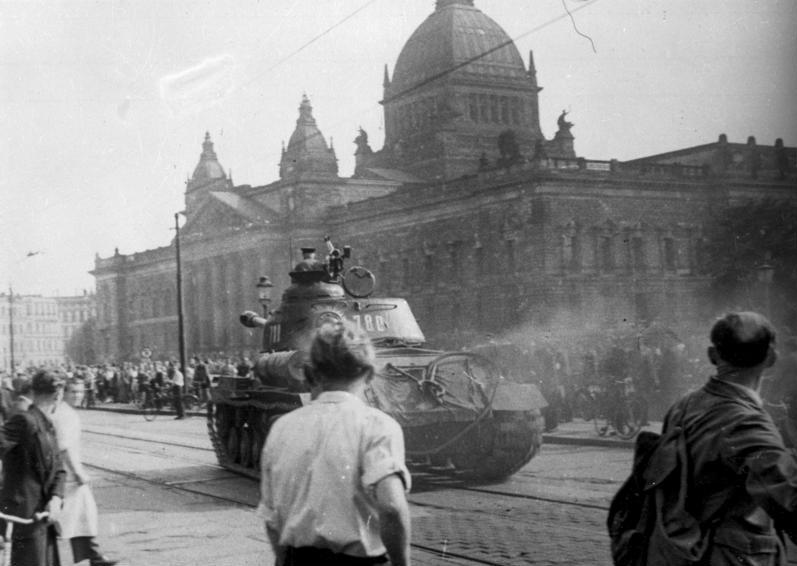
Carri sovietici JS II in azione a Lipsia durante la rivolta in Germania Est nel 1953

Il potente strumento bellico costituito dal Gruppo di forze sovietiche in Germania era stato creato dai capi politico-militari allo scopo di bloccare la possibile influenza occidentale sui Paesi del blocco orientale e anche per disporre di una forza offensiva in grado di intimidire le nazioni europee e minarne la coesione all'interno dell'Alleanza Atlantica, ma nella realtà le truppe sovietiche entrarono in azione nei decenni della guerra fredda solo in occasioni di sollevazioni o rivolte interne al Patto di Varsavia agendo come forza repressiva a disposizione della dirigenza dell'Unione Sovietica garantendo con la forza la stabilità dell'assetto europeo stabilito con gli accordi di Jalta alla fine della seconda guerra mondiale.

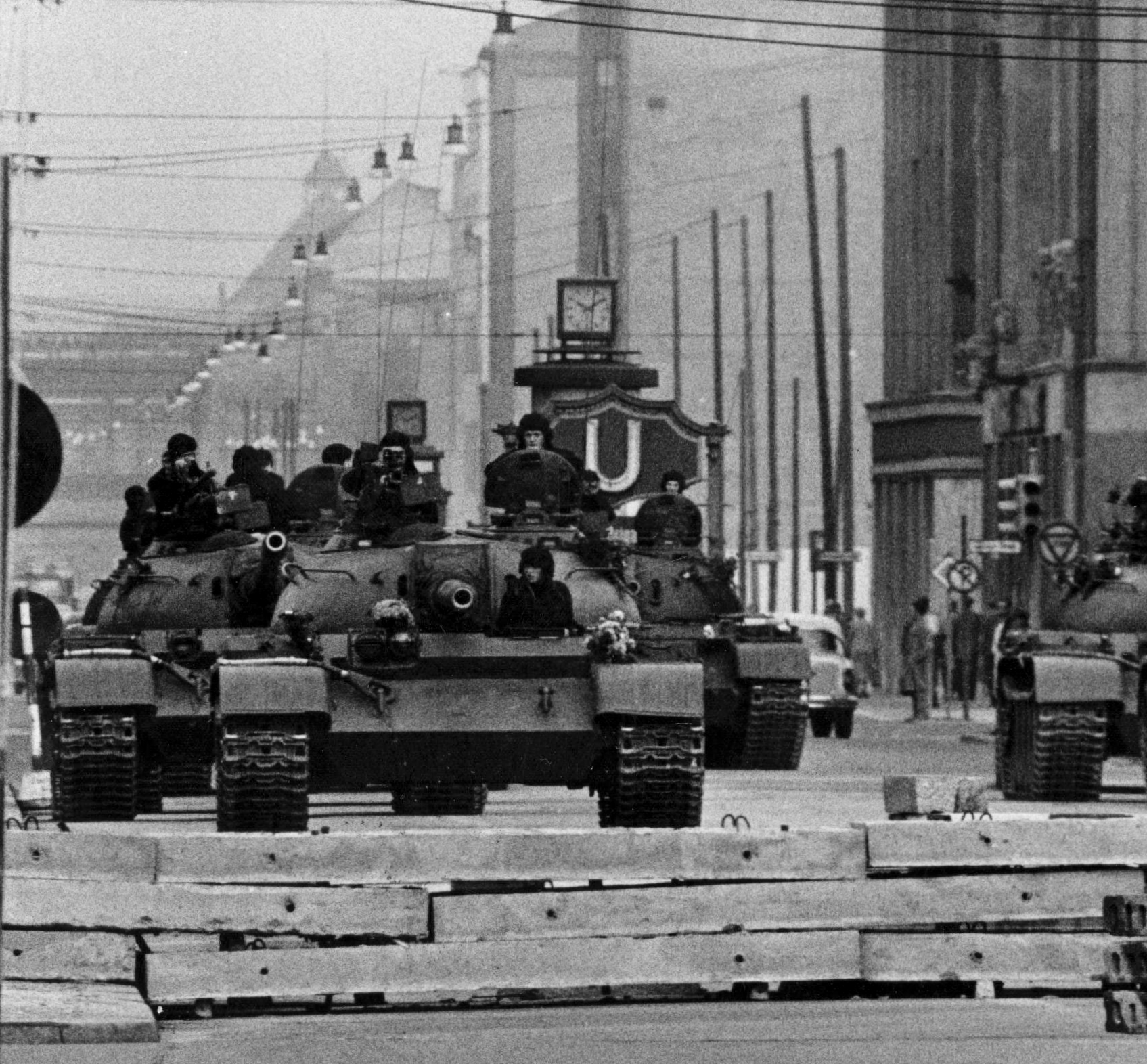
Carri armati sovietici T-55 della VII compagnia/III battaglione/68º reggimento corazzato delle guardie (6ª Divisione fucilieri motorizzata delle guardie), davanti al Checkpoint Charlie a Berlino durante la crisi del 1961

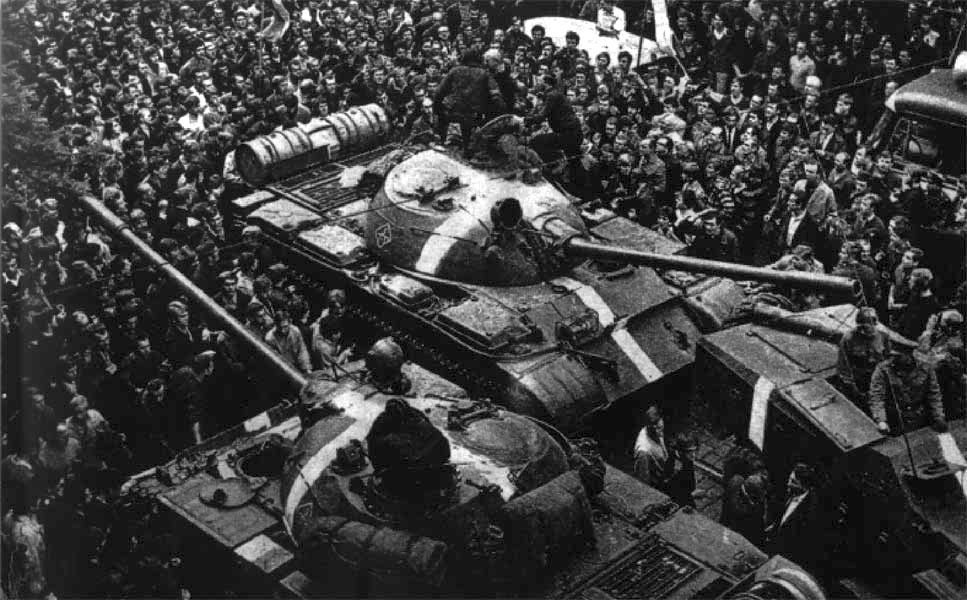
Carri sovietici T-62 circondanti dalla folla a Praga durante l'operazione Danubio

Dopo aver preso parte alla situazione di grave tensione sorta tra gli ex alleati della coalizione anti-hitleriana a Berlino in occasione del blocco del 1948-1949, le forze sovietiche in Germania dovettero intervenire militarmente per la prima volta in una situazione di crisi all'interno del Blocco orientale nel 1953 in occasione Dei moti operai di protesta in Germania democratica. La rivolta venne rapidamente schiacciata a Berlino il 17 giugno 1953 dall'arrivo delle forze meccanizzate sovietiche che non esitarono ad aprire il fuoco provocando alcune decine di morti tra i dimostranti. Il Gruppo di forze sovietiche in Germania fece intervenire per soffocare militarmente le proteste, la 1ª Divisione motorizzata e la 12ª Divisione corazzata delle guardie che impiegarono oltre 600 carri armati T-34.
Nel 1961 in occasione della nuova crisi di Berlino, le forze sovietiche in Germania Orientale, di cui prese il comando direttamente il famoso maresciallo Ivan Konev, furono ancora una volta in prima fila e fronteggiarono in un'atmosfera di estrema tensione le unità militari americane stanziate a Berlino Ovest. Le divisioni corazzate del GSVG si schierarono intorno alla città mentre le autorità tedesco-orientali erigevano il Muro di Berlino. Il 27 e 28 ottobre 1961 si giunse vicino allo scontro armato quando i carri T-55 sovietici del III battaglione/68º reggimento carri delle guardie (6ª Divisione fucilieri motorizzata delle guardie) si schierarono davanti al Checkpoint Charlie fronteggiando con i cannoni puntati i carri statunitensi M48 che si erano avvicinati minacciosamente alla linea di separazione tra i settori di Berlino.
Nell'agosto 1968 infine il Gruppo di forze sovietiche in Germania ricevette la missione operativa più impegnativa della sua storia; nel quadro della cosiddetta operazione Danubio, l'invasione della Cecoslovacchia da parte del Patto di Varsavia per soffocare i programmi di autonomia e riforma della Primavera di Praga che sembravano mettere in pericolo la coesione dell'intero sistema di alleanze dell'Unione Sovietica, le truppe sovietiche del GSVG organizzarono e condussero a termine con grande efficienza la missione completando l'occupazione di sorpresa del territorio cecoslovacco praticamente senza incontrare resistenza.
Il Gruppo di forze sovietiche in Germania fece intervenire in Cecoslovacchia la 1ª Armata corazzata delle guardie e la 20ª Armata delle guardie, insieme a un contingente della 16ª Armata aerea, mentre aliquote dell'8ª Armata delle guardie proteggevano il confine cecoslovacco verso ovest in caso di minacce provenienti dalle nazioni occidentali. In totale parteciparono all'operazione Danubio la 9ª Divisione corazzata delle guardie, l'11ª Divisione corazzata delle guardie, la 6ª Divisione motorizzata delle guardie, la 14ª Divisione motorizzata delle guardie, la 20ª Divisione motorizzata delle guardie, la 27ª Divisione motorizzata delle guardie e la 35ª Divisione motorizzata delle guardie, equipaggiate con oltre 2.000 carri armati; le perdite del GSVG furono di soli 35 militari morti.
Dopo questo intervento contro un alleato del Patto di Varsavia, il Gruppo di forze sovietiche in Germania non fu più impiegato in azioni reali nonostante i crescenti segni di disgregazione presenti in particolare in Polonia nel corso degli anni '70 e '80; il GSVG trascorse gli ultimi anni della sua esistenza impegnato a fronteggiare le forze della NATO lungo il confine tra le due Germanie e a migliorare, con periodiche e frequenti manovre di addestramento, la sua prontezza operativa in caso di esplosione di una crisi globale. Nonostante l'atmosfera di forte tensione soprattutto durante la prima metà degli anni '80 e le innumerevoli pianificazioni operative predisposte dagli alti comandi dei due campi per affrontare ogni possibile complicazione, la situazione tra le due forze militari pesantemente armate non degenerò mai in conflitto aperto.

### Ritiro delle forze sovietiche dalla Germania Est

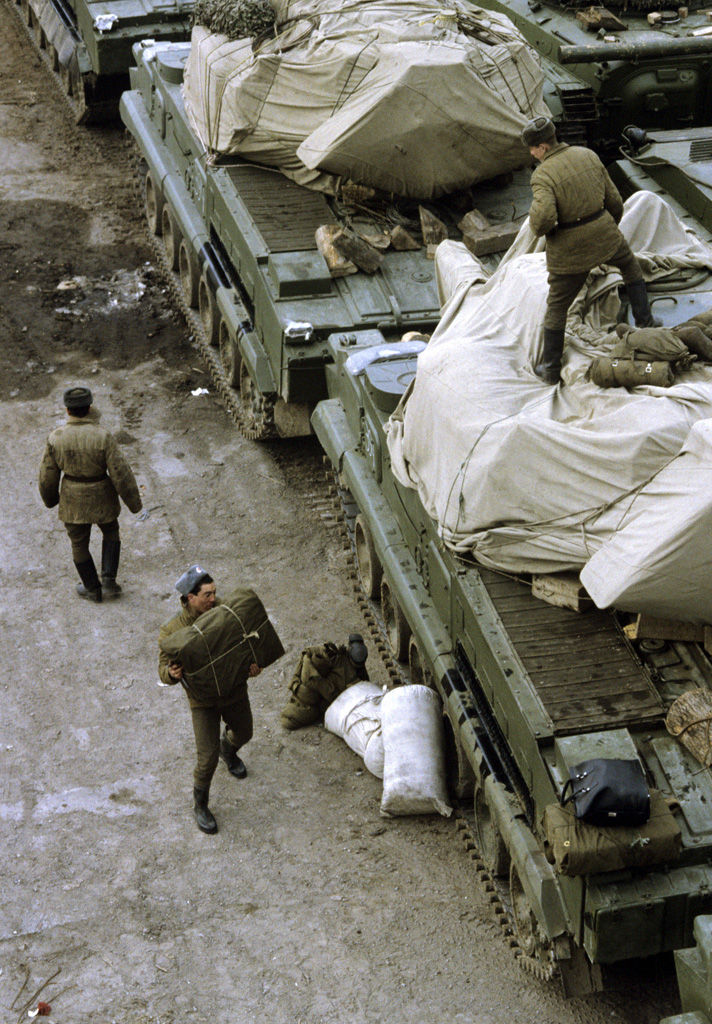
Militari sovietici impegnati nelle operazioni di carico dei materiali prima della partenza dalla Germania

I clamorosi eventi che ebbero inizio nell'estate 1989 nelle nazioni del Patto di Varsavia culminarono l'8 novembre 1989 con la caduta del Muro di Berlino che rese evidente la disgregazione della Repubblica Democratica Tedesca e diede la possibilità di avviare in tempi rapidissimi il processo di riunificazione delle due Germanie. L'Unione Sovietica, impegnata sotto la guida di Michail Gorbačëv, in un difficile processo di rinnovamento, prese la decisione di non intervenire per fermare il processo di dissoluzione del suo sistema di alleanze e il 12 settembre 1990 diede il suo consenso alla riunificazione firmando, insieme alle altre potenze vincitrici della seconda guerra mondiale, il Trattato sullo stato finale della Germania. In queste condizioni divenne subito evidente che il Gruppo di forze sovietiche schierato sul territorio tedesco orientale non aveva più ragione di esistere e venne stabilito che tutte le truppe e i materiali avrebbero dovuto essere ritirati dalla Germania riunificata entro il 1994.

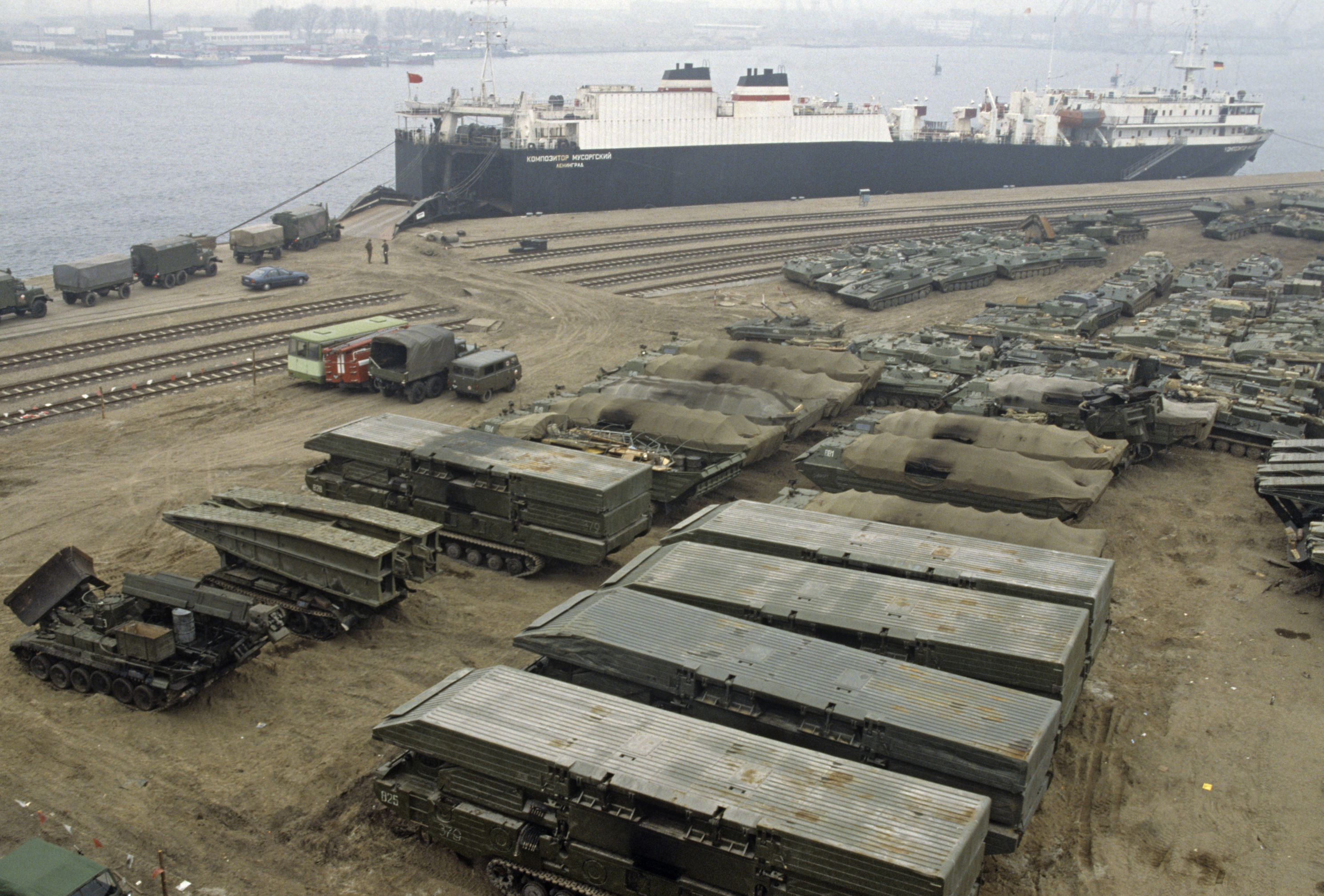
Operazioni di carico di materiali militari sovietici dal porto di Rostock nel 1991

La ritirata del Gruppo di forze sovietiche in Germania fu uno dei più grandi trasferimenti di truppe in tempo di pace della storia militare e, nonostante le difficoltà, venne eseguita secondo i piani e si concluse come previsto nell'agosto 1994. Il programma di ritiro ebbe inizio con la partenza già alla fine del 1990 della 12ª Divisione corazzata delle guardie e della 7ª Divisione corazzata delle guardie, a cui seguì il richiamo del quartier generale della 3ª Armata d'assalto. Entro il 24 giugno 1991 inoltre venne completato il trasferimento fuori dal territorio tedesco dell'intero arsenale delle armi nucleari disponibili nei depositi del Gruppo di forze in Germania. La precipitosa e inattesa dissoluzione dell'Unione Sovietica alla fine del 1991 complicò ulteriormente il programma di ritiro delle forze; con un decreto del 4 marzo 1992 la presidenza della Federazione Russa assunse la giurisdizione sul Gruppo di forze occidentale e diresse da quel momento le operazioni di richiamo; i fondi destinati al GSVG vennero drasticamente ridotti.
Il ritiro delle truppe sovietiche si svolse in massima parte negli anni 1992 e 1993, dopo lo scioglimento dell'Unione e il processo venne ulteriormente accelerato dopo un accordo tra Boris Nikolaevič El'cin e il cancelliere tedesco Helmut Kohl. Nel periodo complessivo di tre anni e otto mesi furono trasferiti dalla Germania alla Russia, sei armate, ventidue divisioni (otto fucilieri motorizzati, otto di carri armati, una di artiglieria, cinque divisioni aeree) 49 brigate, 42 reggimenti autonomi e 123.629 pezzi di armamento e equipaggiamento: 4.288 carri armati, 8.208 veicoli blindati, 3.664 cannoni e mortai, 105.144 autoveicoli e altri macchinari, 1.374 aerei e elicotteri.

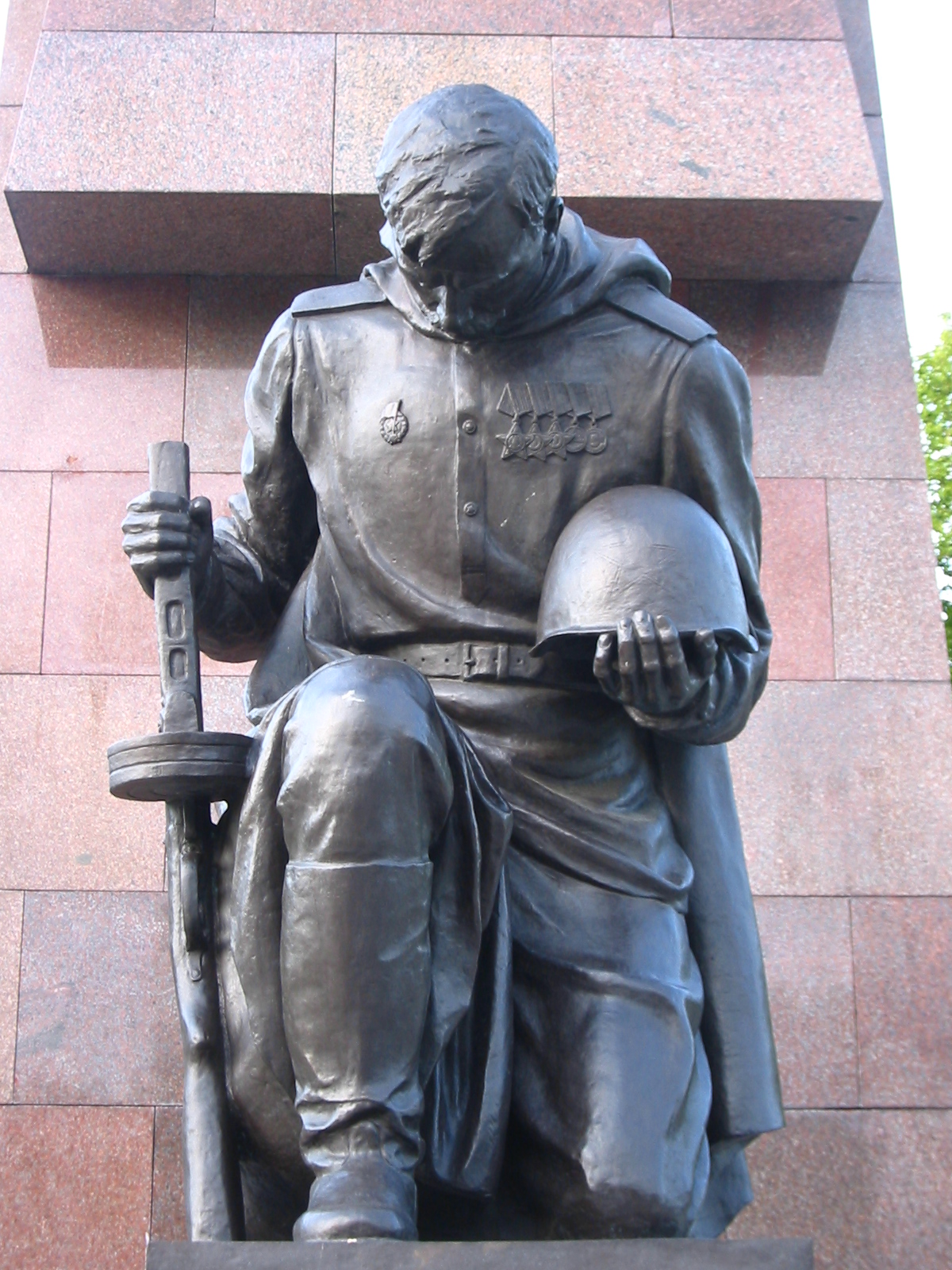
Statua del soldato inginocchiato al memoriale del soldato sovietico nel Treptower Park

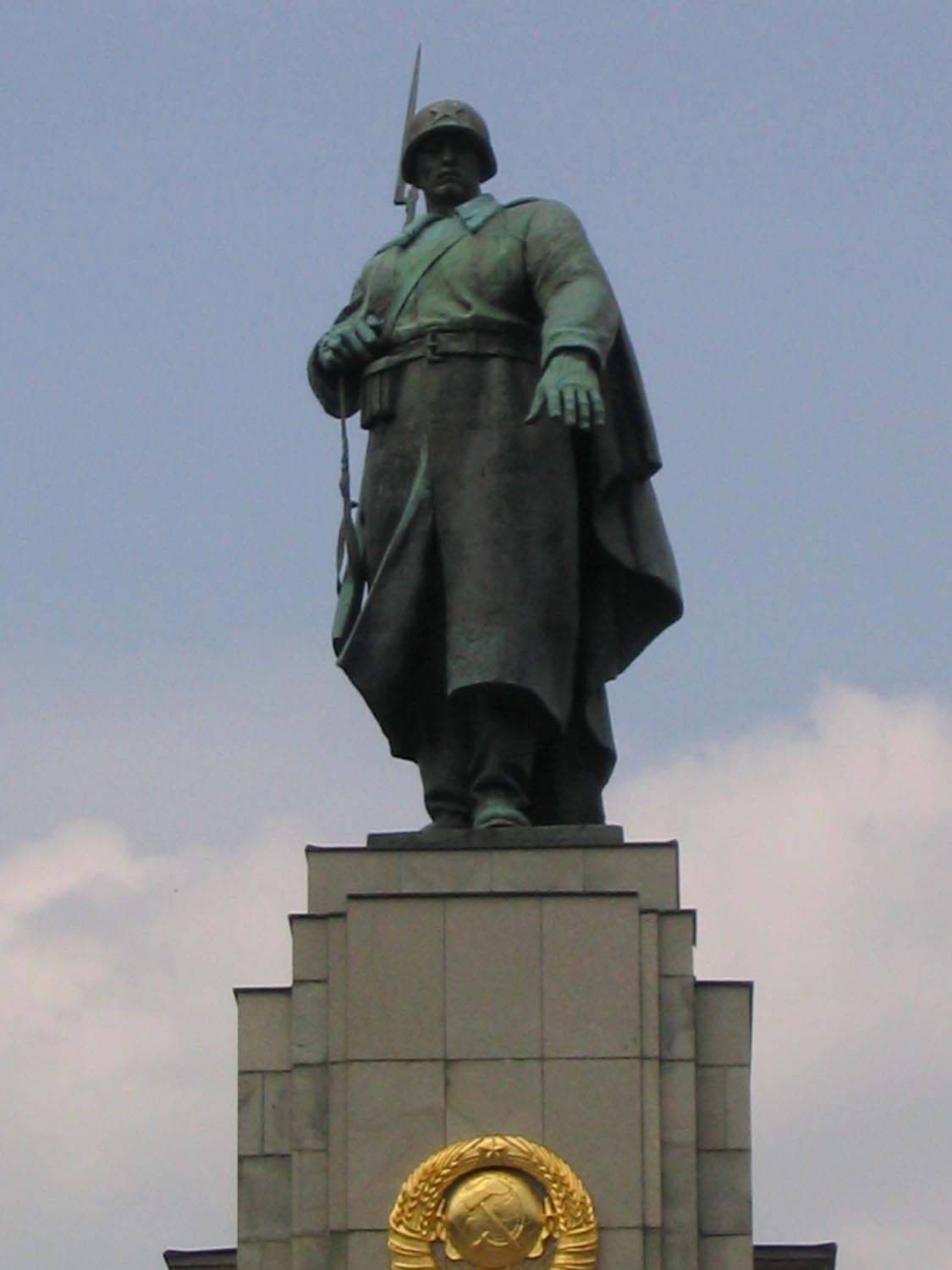
Statua del soldato sovietico nel Memoriale del Tiergarten

Il ritorno delle truppe e dei materiali venne effettuato in parte via mare attraverso i porti di Rostock e dell'isola di Rügen, e in parte per via di terra attraverso il territorio della Polonia; in totale furono trasportate 2.754.530 tonnellate di materiale, tra cui 677.000 tonnellate di munizioni. Dal punto di vista del personale, ritornarono nei territori dell'ex Unione Sovietica 546.000 persone, di cui 338.800 soldati e 207.400 operai, impiegati e famigliari dei dipendenti civili in servizio con il Gruppo di forze sovietiche in Germania.
Il contingente sovietico disponeva sul territorio tedesco di un rilevante numero di immobili, impiegati come residenze del personale, magazzini, fabbriche, depositi, per un valore stimato in circa 28 miliardi di dollari. Nel corso del programma di ritiro la direzione del ministero della Difesa di Russia riconsegnò progressivamente queste strutture al governo tedesco; in totale 21.111 edifici ubicati in 777 centri. Gli esperti russi calcolarono che il risarcimento per il passaggio di proprietà ammontasse a 7,35 miliardi di dollari; in pratica tuttavia le autorità tedesche pretesero una forte compensazione per gli asseriti danni ambientali e alle proprietà; pertanto alla fine dopo alcuni colloqui, la parte russa ricevette solo 385 milioni di dollari a titolo di risarcimento per le strutture definitivamente abbandonate del disciolto Gruppo di forze sovietiche in Germania.
Le truppe in partenza hanno smantellato tutto il materiale utile come lastre di vetro, termosifoni e attrezzature sanitarie dalle basi militari. Presso l'aeroporto di Neuruppin la pista di atterraggio in cemento armato è stata smontata in blocchi e caricata su vagoni ferroviari.
Anche il danno ecologico su suolo tedesco era di proporzioni catastrofiche, per più di mezzo secolo sono stati stipati nelle caserme agenti inquinanti e armamenti inutilizzati. I costi di pulizia sostenuti dal governo federale erano di 10 milioni di marchi.
Dopo il felice completamento delle operazioni di rimpatrio, la parata militare finale in onore del Gruppo di forze sovietiche si tenne il 12 giugno 1994 a Wünsdorf, mentre il 31 agosto successivo si tenne un'ultima cerimonia commemorativa, con la presenza di El'cin e Kohl, al Treptower Park di Berlino, di fronte al Memoriale al "soldato sovietico liberatore".

## Ordine di battaglia del Gruppo di forze sovietiche in Germania

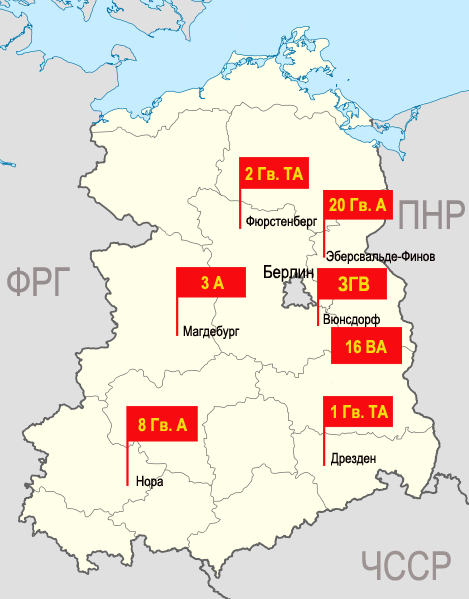
Dislocazione delle armate del GSVG nel 1991.

Effettivi delle forze della NATO e del Patto di Varsavia in Europa nel 1973.

### 1945
- 1ª Armata corazzata delle guardie  - Dresda
  -  8º Corpo meccanizzato delle guardie
  -  11º Corpo corazzato delle guardie
- 2ª Armata corazzata delle guardie - Fürstenberg
  -  1º Corpo meccanizzato
  -  9º Corpo corazzato delle guardie
  -  12º Corpo corazzato delle guardie
- 4ª Armata corazzata delle guardie - Eberswalde
  -  5º Corpo meccanizzato delle guardie
  -  6º Corpo meccanizzato delle guardie
  -  10º Corpo corazzato delle guardie
- 2ª Armata d'assalto - Schwein
  - 109º Corpo fucilieri
  - 116º Corpo fucilieri
- 3ª Armata d'assalto - Stendal
  - 7º Corpo fucilieri
  -  12º Corpo fucilieri delle guardie
  - 79º Corpo fucilieri
  -  9º Corpo corazzato
  -  11º Corpo corazzato
- 5ª Armata d'assalto - Berlín
  - 9º Corpo di fucileri
  -  26º Corpo fucilieri delle guardie
  -  32º Corpo fucilieri delle guardie
- 8ª Armata delle guardie - Weimar
  -  28º Corpo fucilieri delle guardie
  -  29º Corpo fucilieri delle guardie
  -  4º Corpo fucilieri delle guardie
- 47ª Armata Halle
  - 77º Corpo fucilieri
  - 125º Corpo fucilieri
  - 129º Corpo fucilieri
  -  1º Corpo corazzato delle guardie
  -  25º Corpo corazzato

### 1989
- 1ª Armata corazzata delle guardie – Dresda
  -  9ª Divisione corazzata – Riesa
  -  11ª Divisione corazzata delle guardie – Dresda
  -  20ª Divisione fucilieri motorizzata delle guardie – Grimma
- 2ª Armata corazzata delle guardie – Fürstenberg/Havel
  -  16ª Divisione corazzata delle guardie – Neustrelitz
  -  21ª Divisione fucilieri motorizzata delle guardie – Perleberg
  -  94ª Divisione fucilieri motorizzata delle guardie – Schwerin
  - 207ª Divisione fucilieri motorizzata – Stendal
- 3ª Armata d'assalto – Magdeburgo
  -  7ª Divisione corazzata delle guardie – Dessau-Rosslau
  -  10ª Divisione corazzata delle guardie – Altengrabow
  -  12ª Divisione corazzata delle guardie – Neuruppin
  -  47ª Divisione corazzata delle guardie – Hillersleben
- 8ª Armata delle guardie – Weimar-Nohra
  -   27ª Divisione fucilieri motorizzata delle guardie – Halle
  -  39ª Divisione fucilieri motorizzata delle guardie – Ohrdruf
  -  57ª Divisione fucilieri motorizzata delle guardie – Naumburg
  -  79ª Divisione corazzata delle guardie – Jena
- 20ª Armata delle guardie – Eberswalde
  -  25ª Divisione corazzata – Vogelsang
  -  32ª Divisione corazzata delle guardie – Jüterbog
  -  35ª Divisione fucilieri motorizzata delle guardie – Krampnitz
  -  90ª Divisione corazzata delle guardie – Bernau bei Berlin
- 16ª Armata aerea – Zossen
  - 6ª Divisione aerea caccia delle guardie – Merseburg
  - 16ª Divisione aerea caccia delle guardie – Ribnitz-Damgarten
  - 105ª Divisione aerea cacciabombardieri – Großenhain
  - 125ª Divisione aerea cacciabombardieri – Rechlin
  - 126ª Divisione aerea cacciabombardieri – Zerbst

## Comandanti in capo

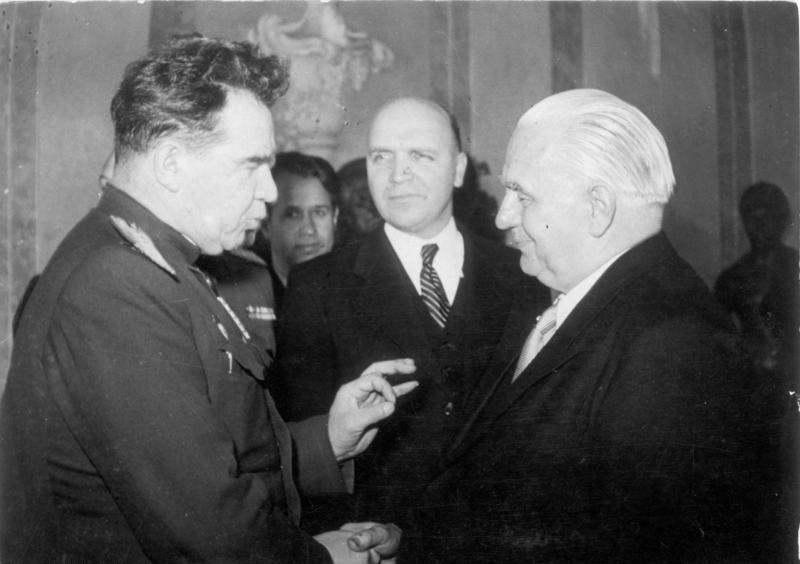
Il maresciallo Vasilij Ivanovič Čujkov con il politico tedesco-orientale Wilhelm Pieck nel 1951
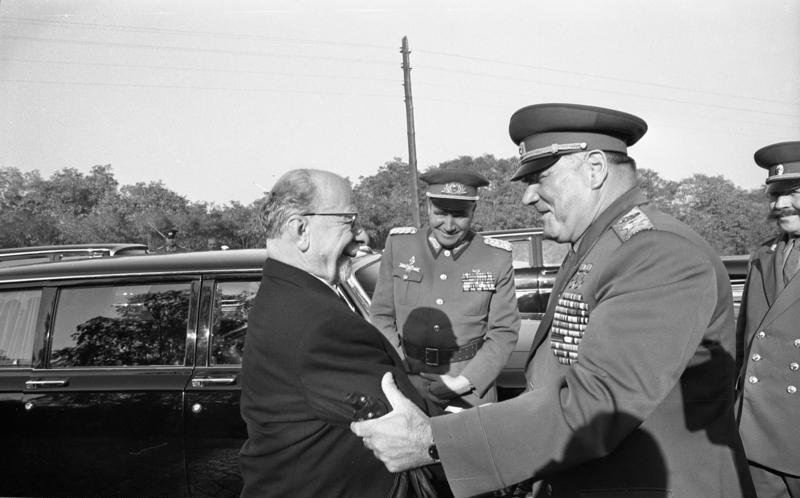
Il maresciallo Ivan Ignat'evič Jakubovskij con Walter Ulbricht nel 1970
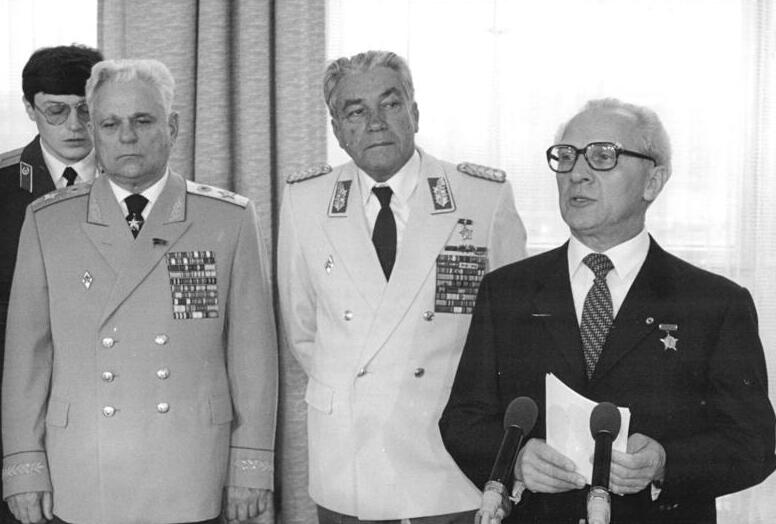
Il generale Evgenij Filippovič Ivanovskij ed il generale Heinz Hoffmann con Erich Honecker nel 1980
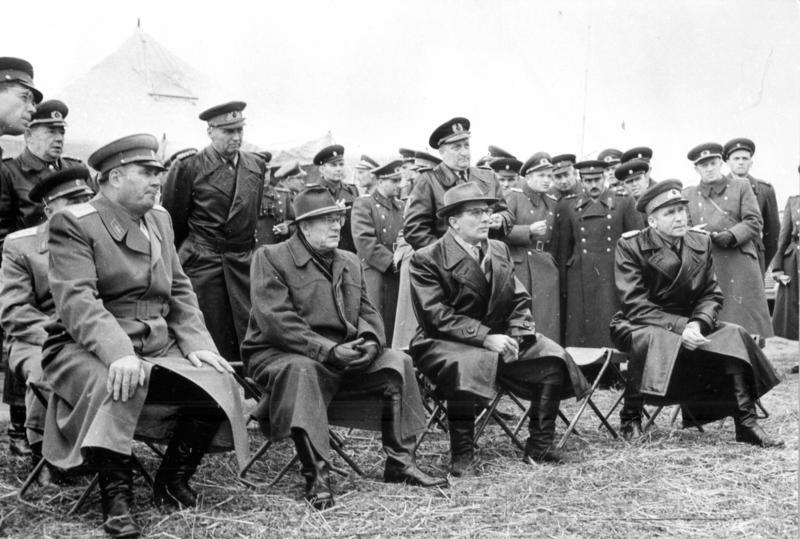
Il maresciallo Jakubovskij ed Honecker assistono alle manovre delle forze del Patto di Varsavia nel 1960

Gruppo di forze sovietiche di occupazione in Germania (1945-1949)
- Georgij Konstantinovič Žukov – 9 giugno 1945 - 21 marzo 1946
- Vasilij Danilovič Sokolovskij – 22 marzo 1946 - 31 marzo 1949

Gruppo di forze sovietiche in Germania (1949-1988)
- Vasilij Ivanovič Čujkov – 1 aprile 1949 - 26 maggio 1953
- Andrej Antonovič Grečko – 27 maggio 1953 - 16 novembre 1957
- Matvej Vasil'evič Zacharov – 17 novembre 1957 - 14 aprile 1960
- Ivan Ignat'evič Jakubovskij – 15 aprile 1960 - 9 agosto 1961
- Ivan Stepanovič Konev – 9 agosto 1961 - 18 aprile 1962
- Ivan Ignat'evič Jakubovskij – 19 aprile 1962 - 26 gennaio 1965
- Pëtr Kirillovič Koševoj – 27 gennaio 1965 - 31 ottobre 1969
- Viktor Georgievič Kulikov – 1 novembre 1969 - 13 settembre 1971
- Semën Konstantinovič Kurkotkin – 14 settembre 1971 - 19 luglio 1972
- Evgenij Filippovič Ivanovskij – 20 luglio 1972 - 25 novembre 1980
- Michail Mitrofanovič Zajcev – 26 novembre 1980 - 6 luglio 1985
- Pëtr Georgievič Lušev – 7 luglio 1985 - 11 luglio 1986
- Valerij Aleksandrovič Belikov – 12 luglio 1986 - 12 novembre 1987

Gruppo di forze occidentale (1988-1994)
- Boris Vasilevič Snetkov  – 26 novembre 1987 - 13 dicembre 1990
- Matvej Prokop'ëvič Burlakov – 13 dicembre 1990 - 31 agosto 1994

## Vita delle truppe nella Germania Est
Durante la permanenza durata poco meno di 50 anni i contatti tra il personale militare sovietico e la popolazione civile tedesca sono rimasti molto sporadici, limitati per lo più a episodi di criminalità o incidenti stradali. Causa erano le loro condizioni di vita isolate, interne ai complessi militari, oltre a una certa diffidenza da parte dei cittadini della DDR verso gli occupanti.
Tramite accordi governativi i soldati sovietici prestavano aiuto in caso di calamità naturali o incidenti di grande portata.
Altri contatti con i cittadini tedeschi avvenivano durante gli aiuti prestati nelle le stagioni di raccolta di grano e patate ove le truppe assistevano le cooperative statali nel trasposto delle merci, anche in queste occasioni non andarono mai oltre i rapporti formali.
I militari sovietici usavano invece mantenere rapporti di amicizia e scambi di lettere con le truppe della NVA.
Anche dopo la riunificazione della Germania in alcune città il numero di soldati superava non di poco la popolazione locale creando così tensioni tra le due parti, altrove si formarono gruppi di protesta che arrivarono anche a penetrare nei perimetri di sicurezza dell'aeroporto militare di Sperenberg perché disturbati nelle ore notturne dai rumori degli aerei impegnati nel ritiro dell'armata.
Dopo il crollo del muro di Berlino lo Spiegel affermò che l'aiuto per l'unificazione delle Germanie venne principalmente dai paesi occidentali demonizzando la controparte russa come mera forza di occupazione e aumentando di conseguenza i già presenti sentimenti di odio della popolazione civile.
Opposta fu la reazione dei soldati, ormai russi e non più sovietici, durante le operazioni di ritiro tra il 1990 e il 1994. Gran parte di essi era costretta a tornare alla vita di tutti i giorni, sottopagata e in condizioni spesso peggiori rispetto alla Germania; vista anche la disgregazione del neoformato esercito russo molti di loro si sarebbero dovuti integrare nuovamente nella vita civile con conseguente perdita di tanti privilegi. Il governo tedesco stanziò circa 130 milioni di marchi per offrire a queste persone corsi professionali in svariati ambiti tra cui l'informatica e il marketing per permettere a loro un'integrazione nella società civile più facile.

## Galleria d'immagini

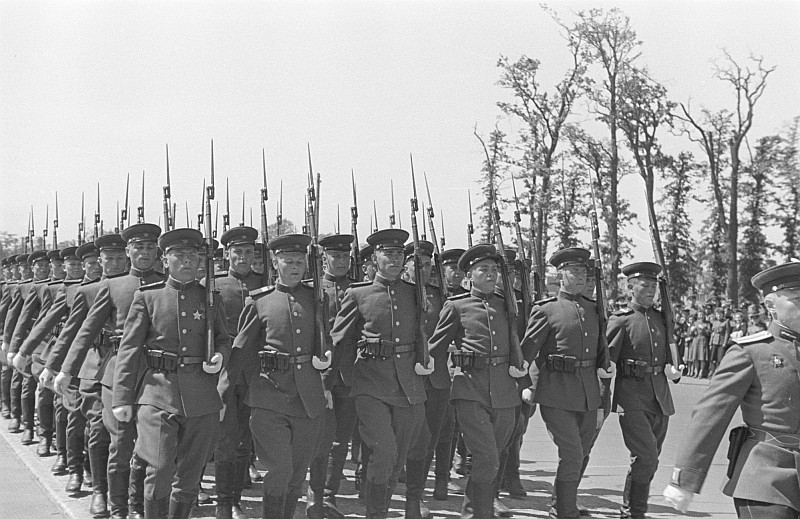
Reparto del GSVG in parata l'8 marzo 1946
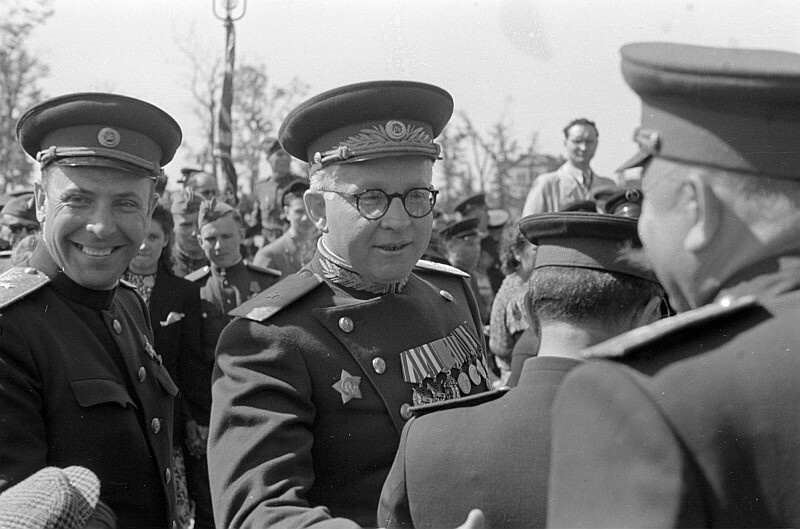
Il generale Aleksandr Georgevič Kotikov, comandante nel 1946 del settore sovietico di Berlino
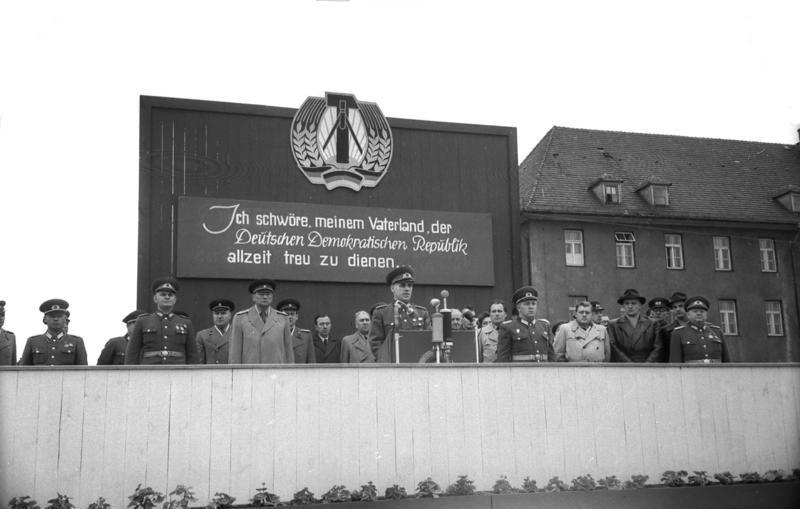
Il generale Andrej Antonovič Grečko, comandante del GSVG, durante una cerimonia nel 1956
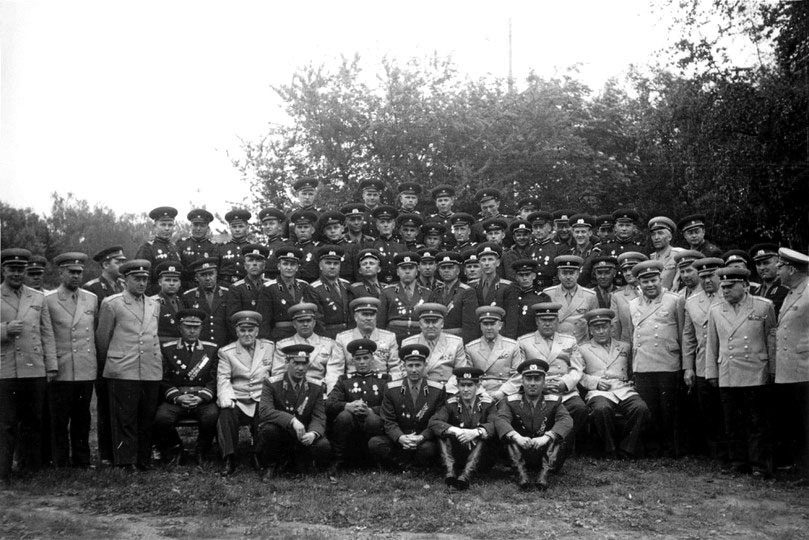
Ufficiali del Gruppo di forze sovietiche in Germania nel 1961; seduto al centro il generale Ivan Ignat'evič Jakubovskij
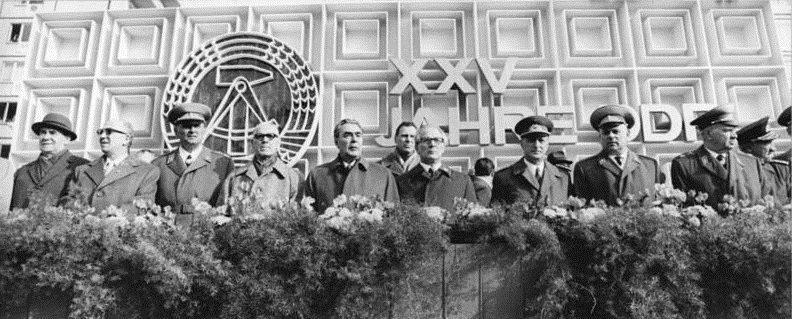
Cerimonia in Germania Est nel 1974, da sinistra: il maresciallo Grečko, Leonid Brežnev, Erich Honecker, il generale Evgenij Filippovič Ivanovskij, il maresciallo Vasilij Ivanovič Čujkov
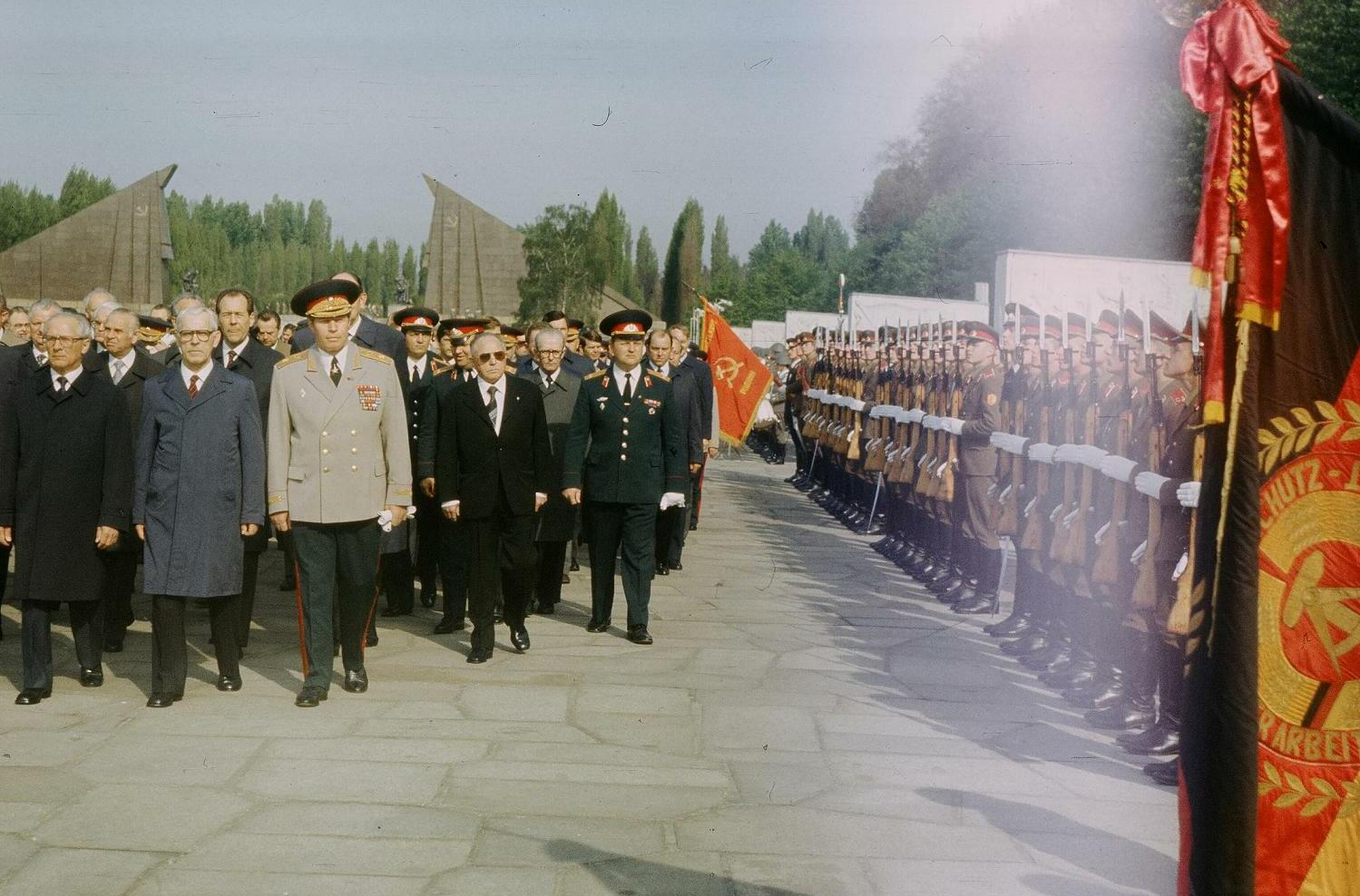
Cerimonia commemorativa al Treptower Park nel 1982
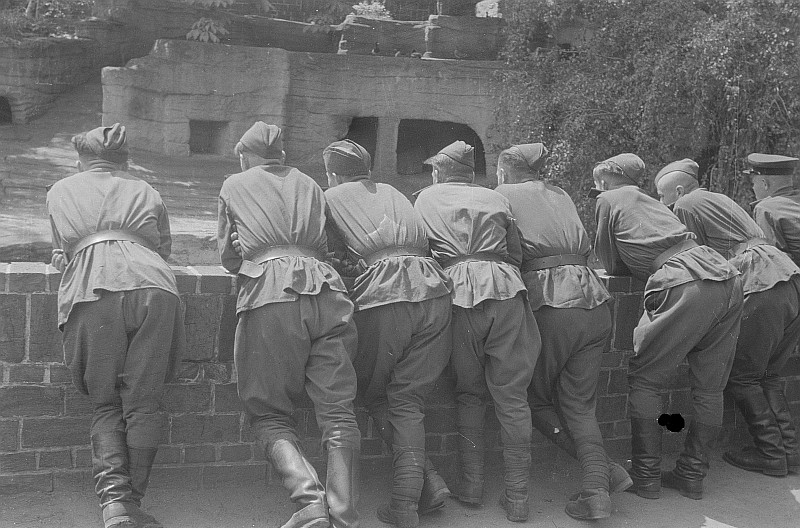
Soldati dell'Armata Rossa nel 1948 a Lipsia
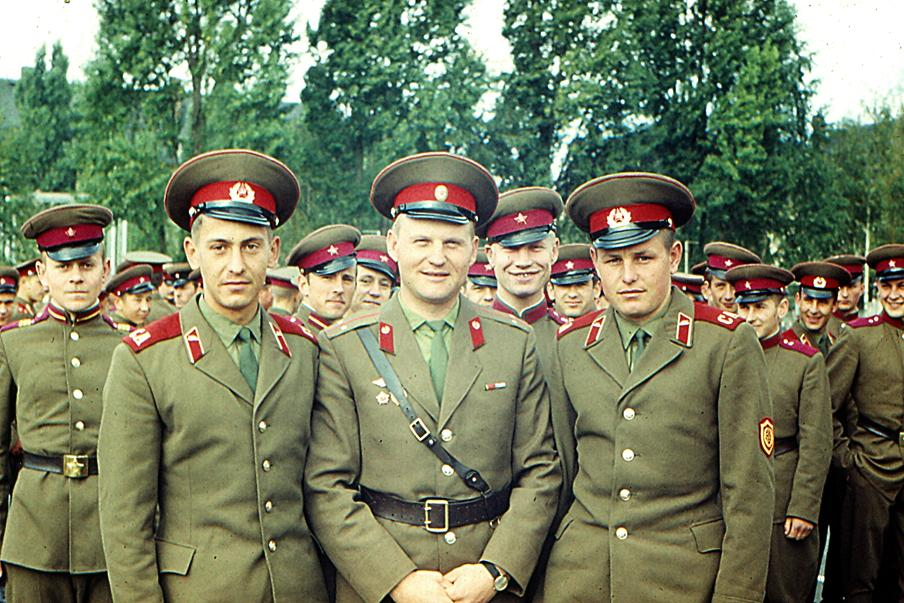
Militari dell'8ª Armata delle guardie nel 1970
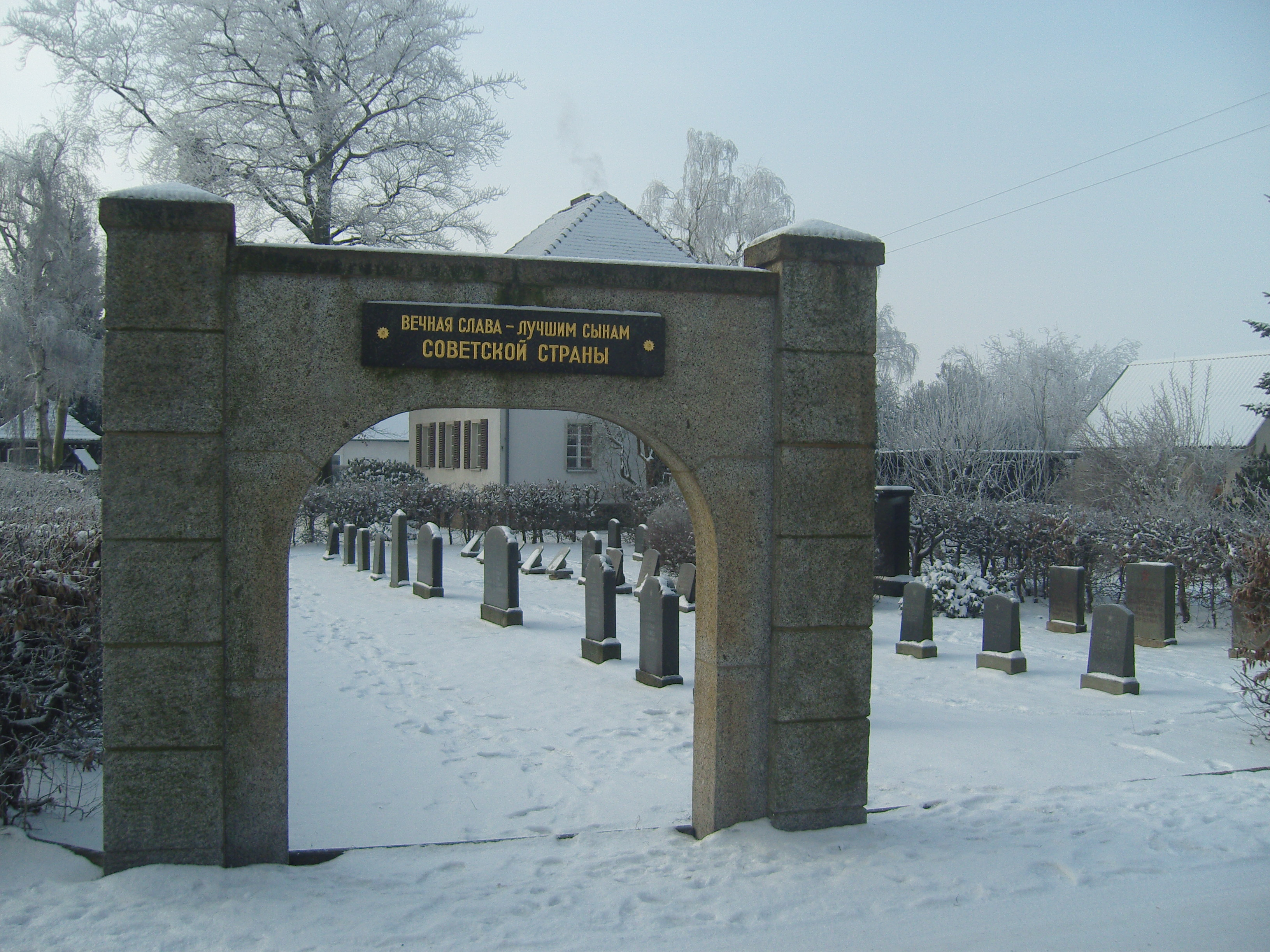
Cimitero sovietico a Kottmarsdorf
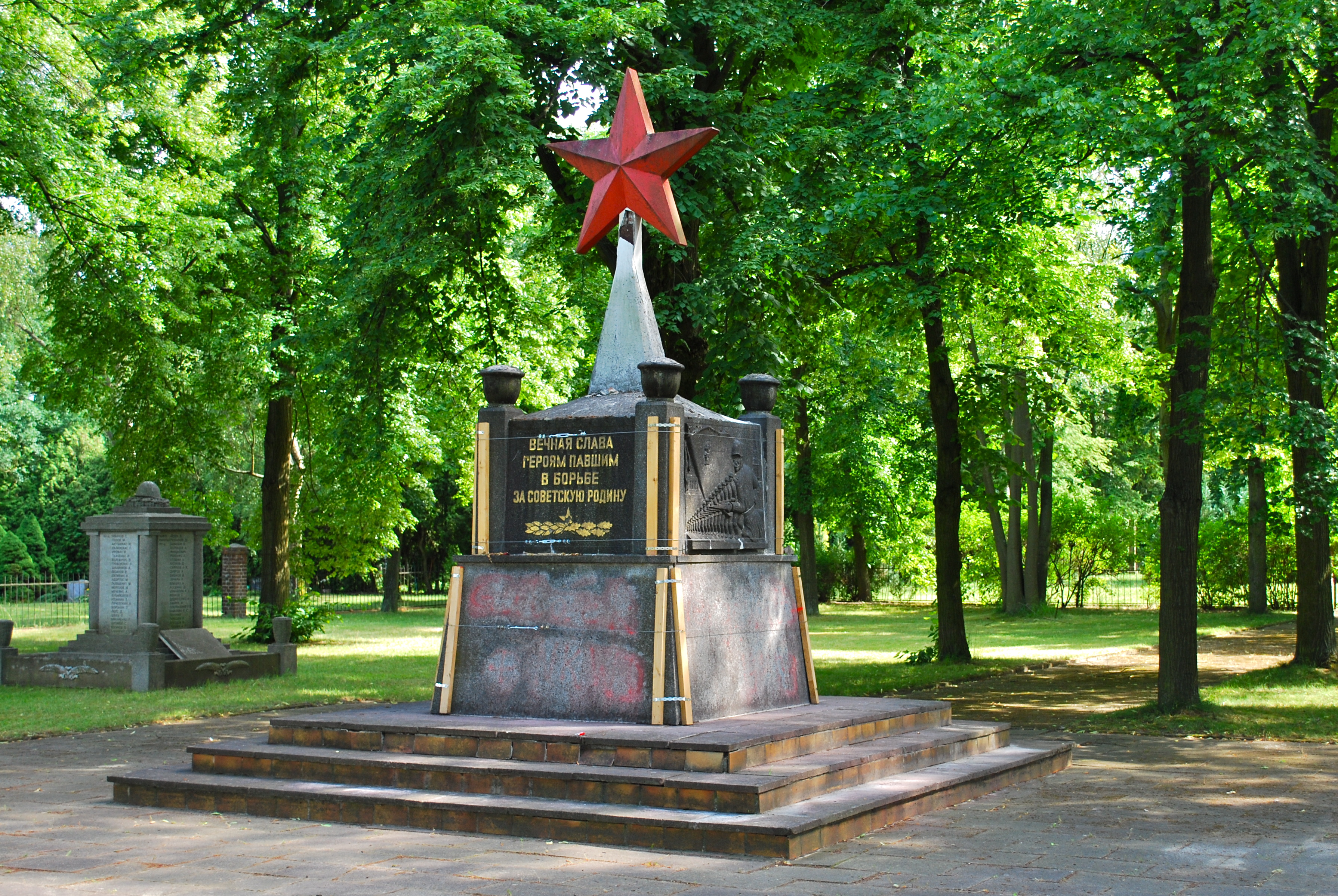
Monumento commemorativo al cimitero sovietico Röderau Friedhof Denkmal
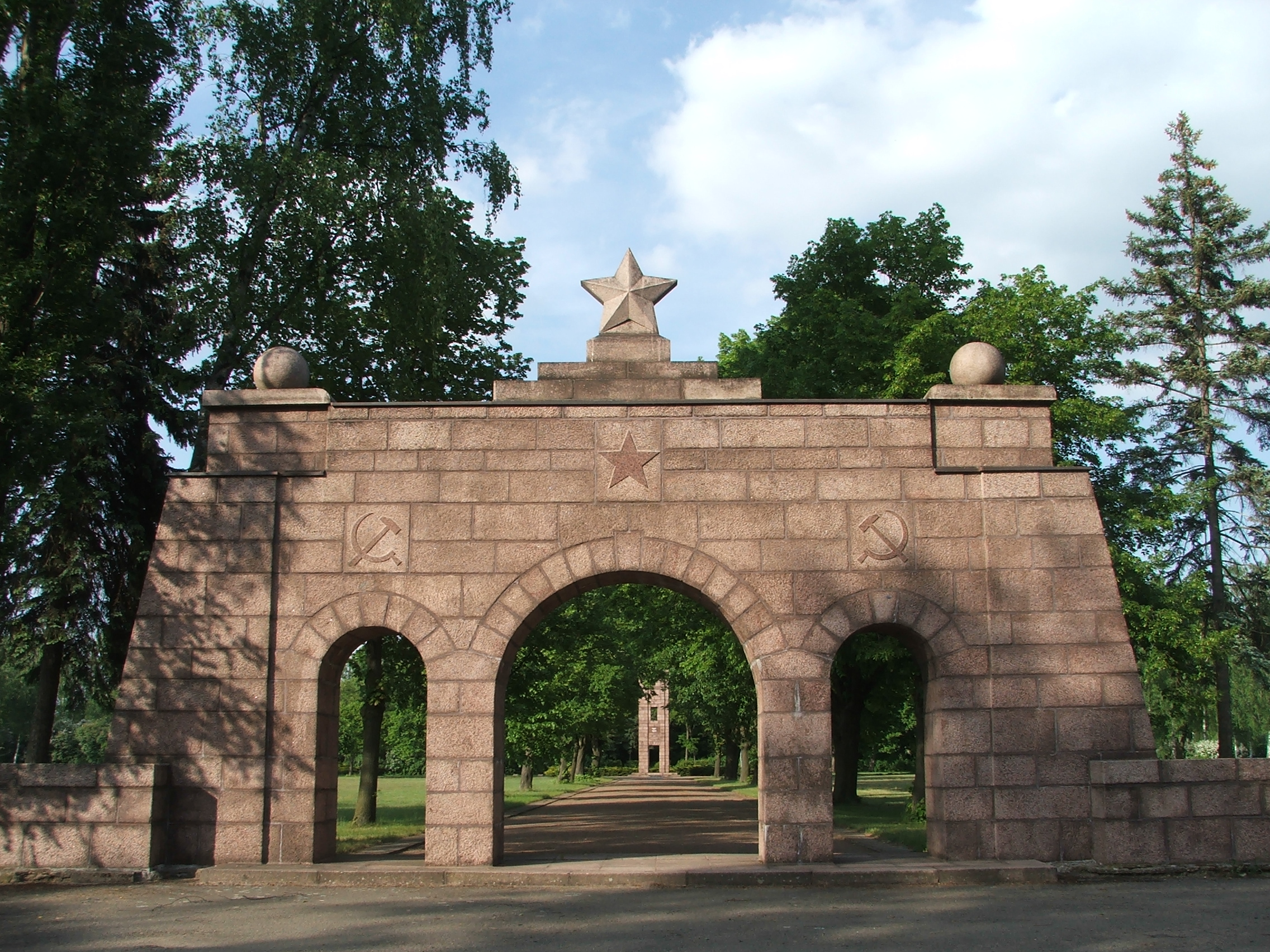
Memoriale Ehrenhain Zeithain
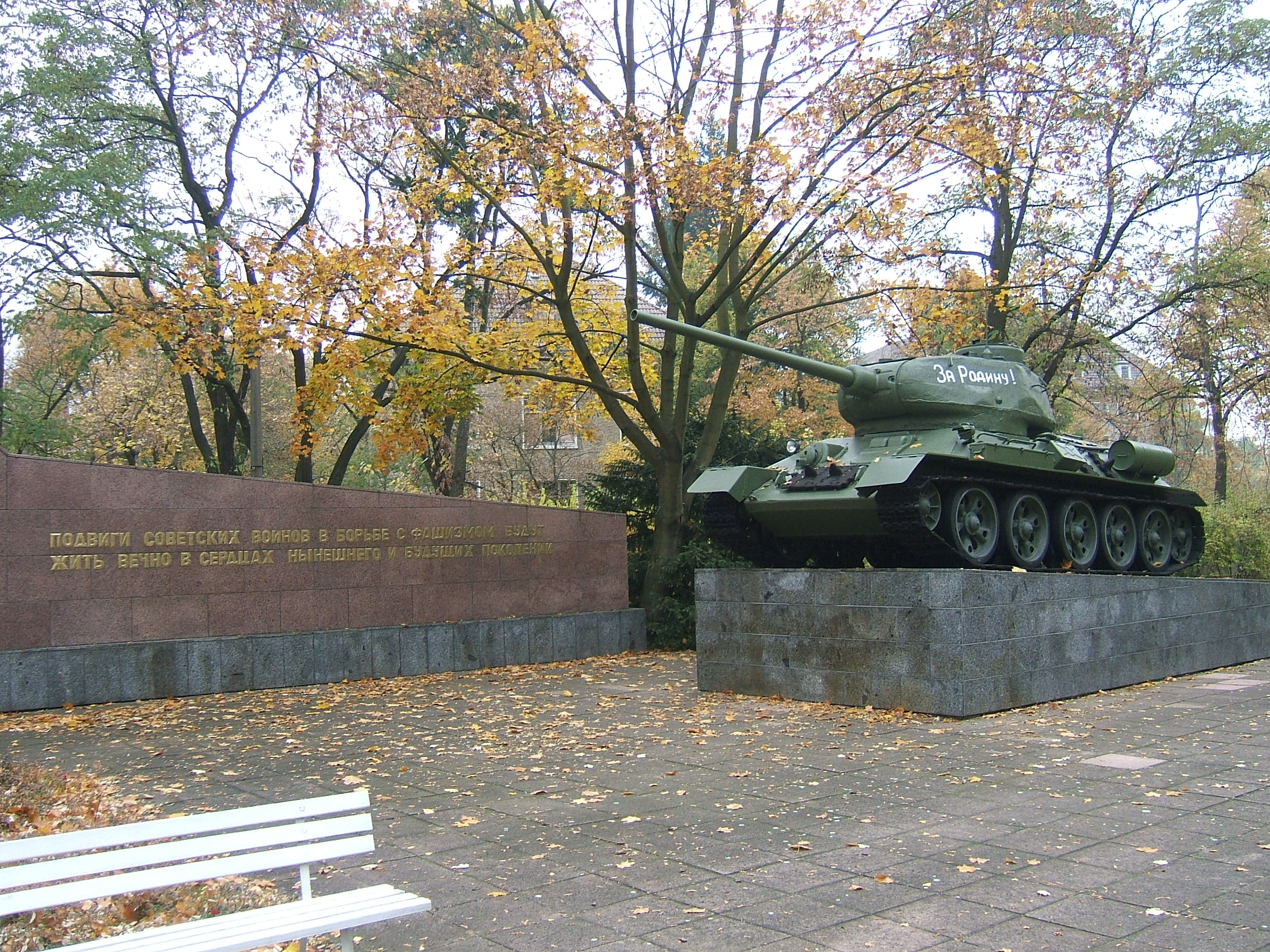
Carro Т-34 esposto al Museo tedesco-russo Berlino Karlshorst
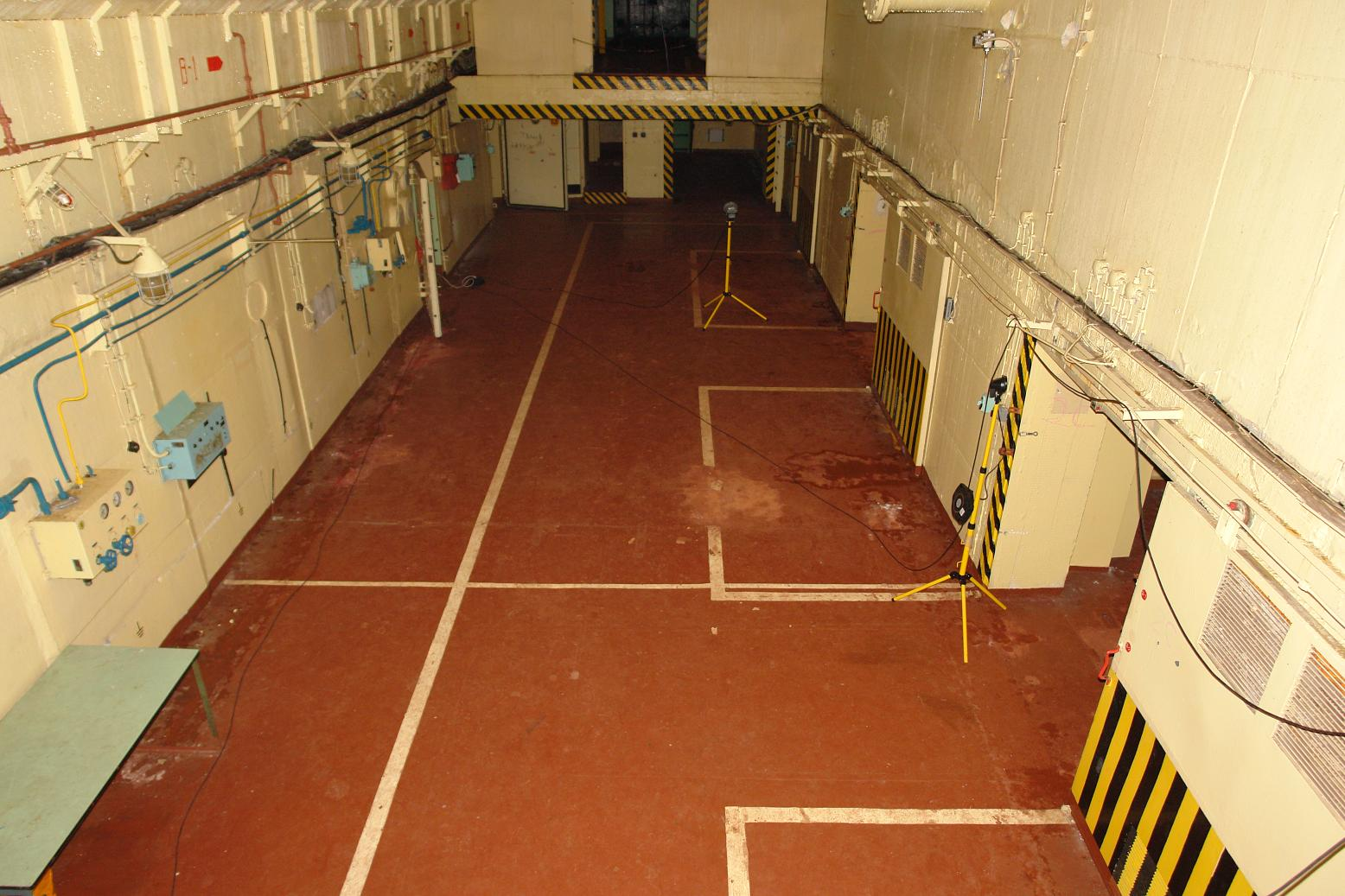
Interno di un deposito di ordigni nucleari del GSVG
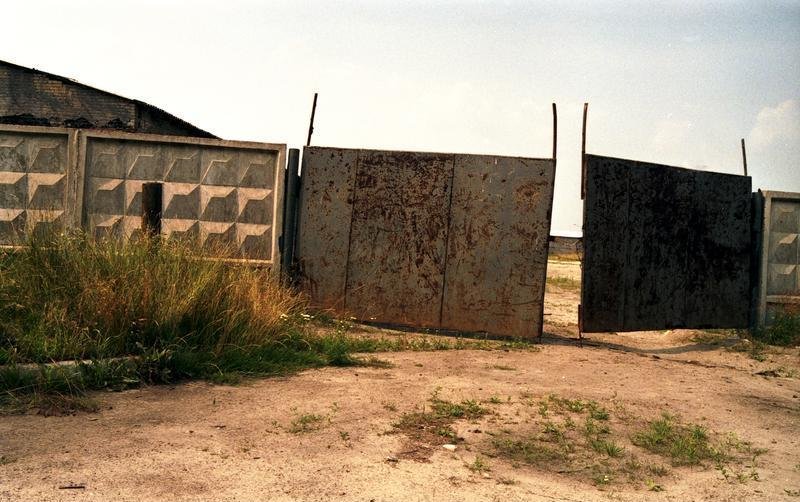
Caserma a Stendal
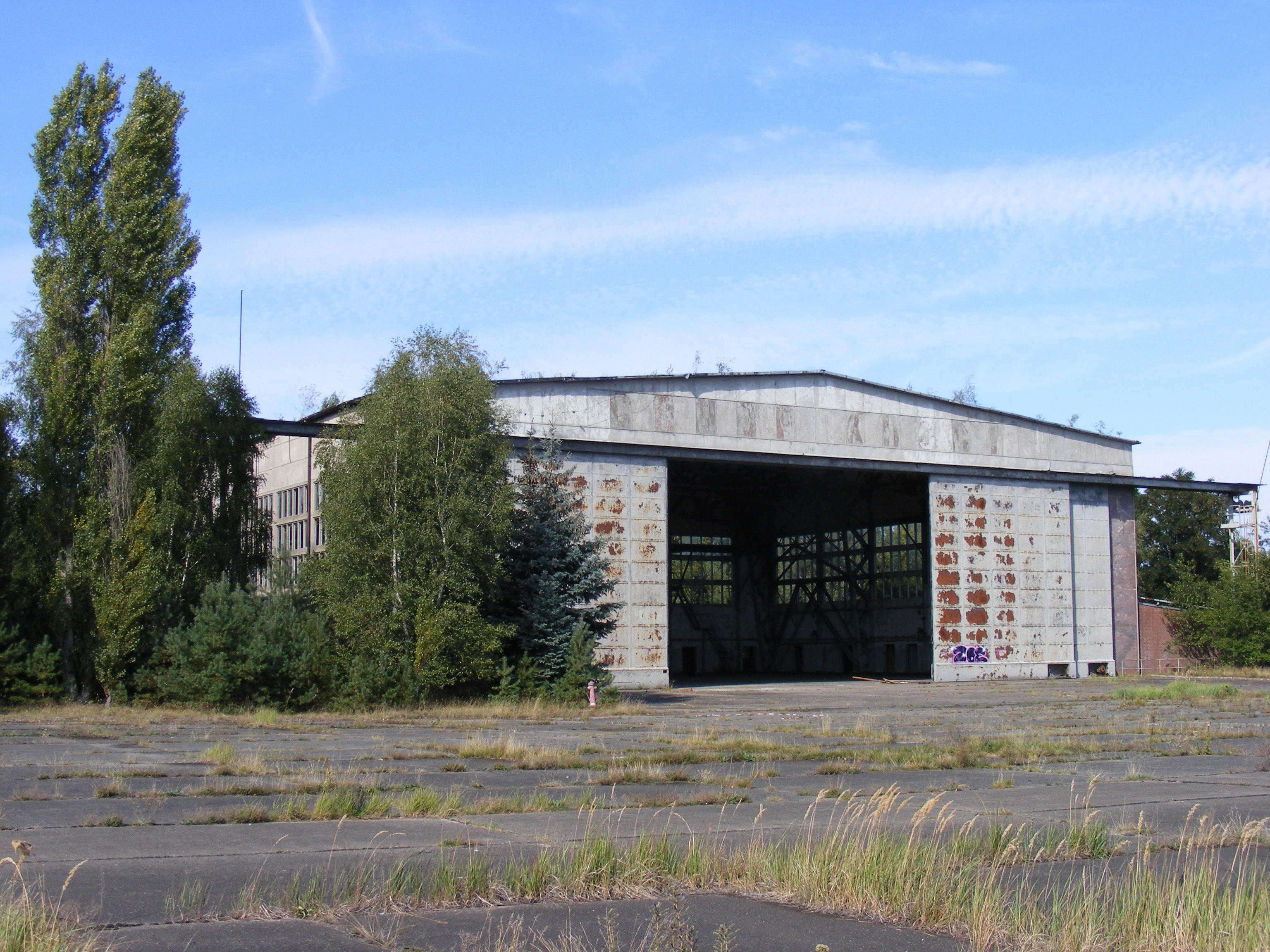
Il vecchio aeroporto militare sovietico di Sperenberg
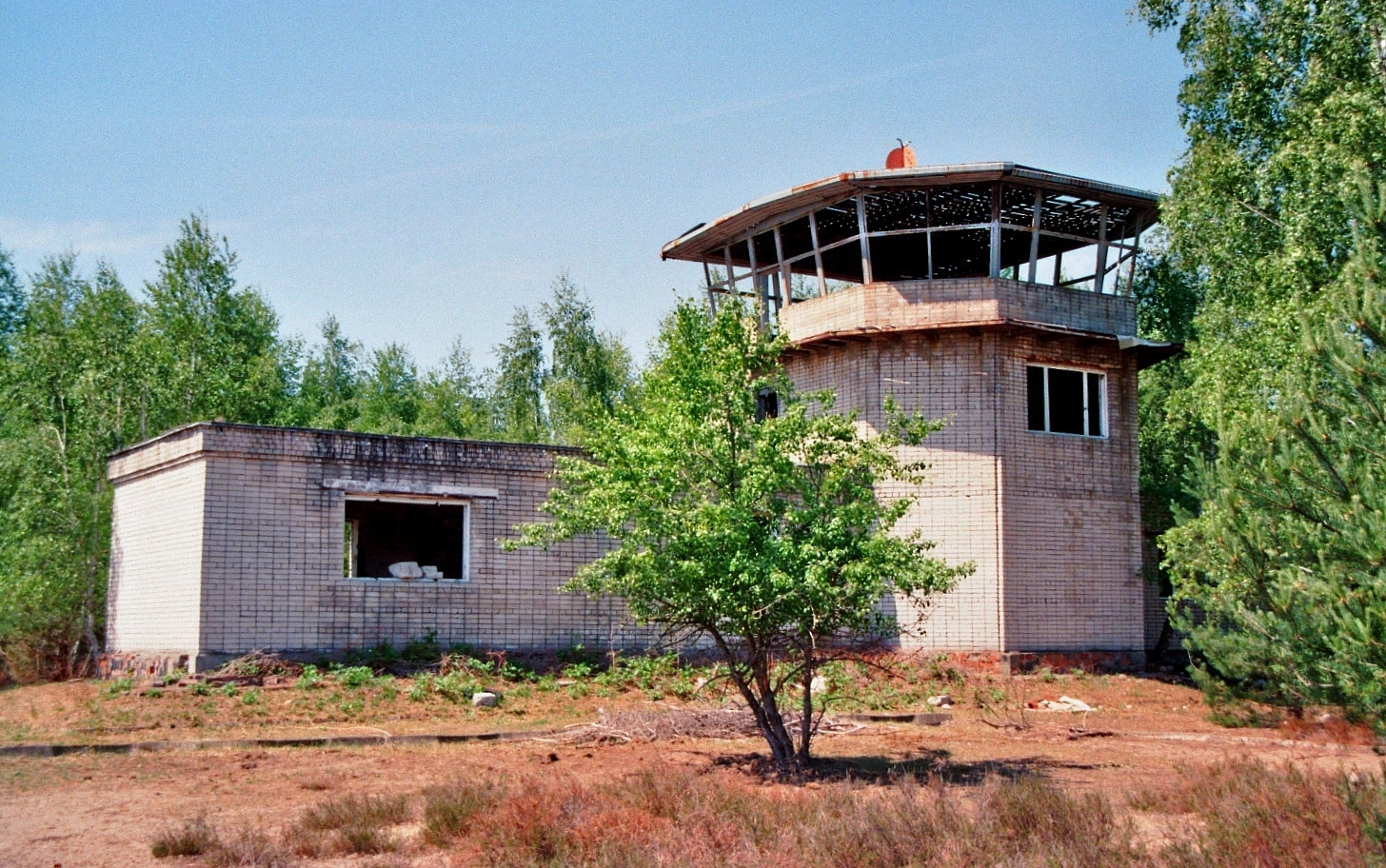
Edifici abbandonati del GSVG nel Brandeburgo
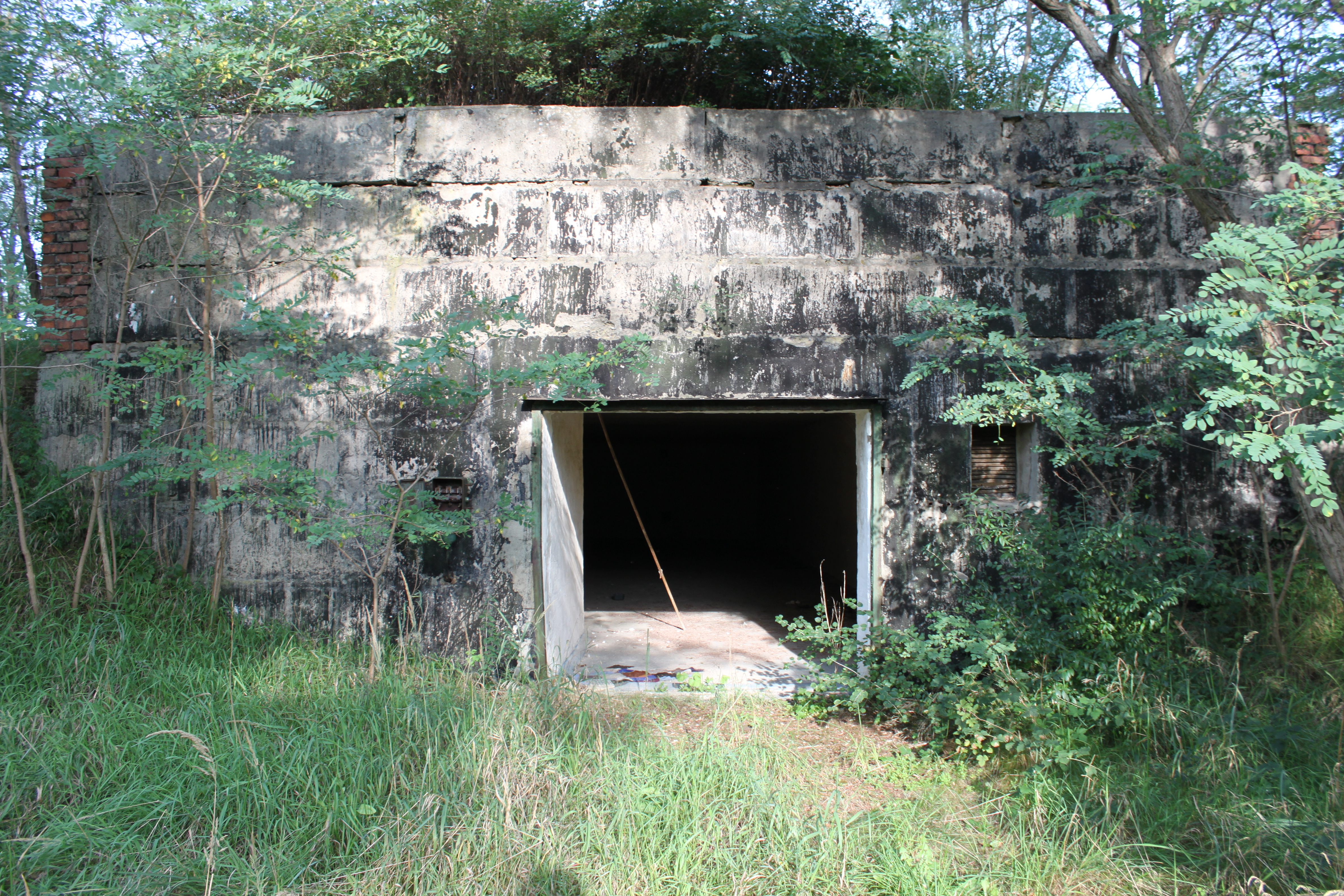
Un bunker in abbandono in una vecchia base aerea sovietica
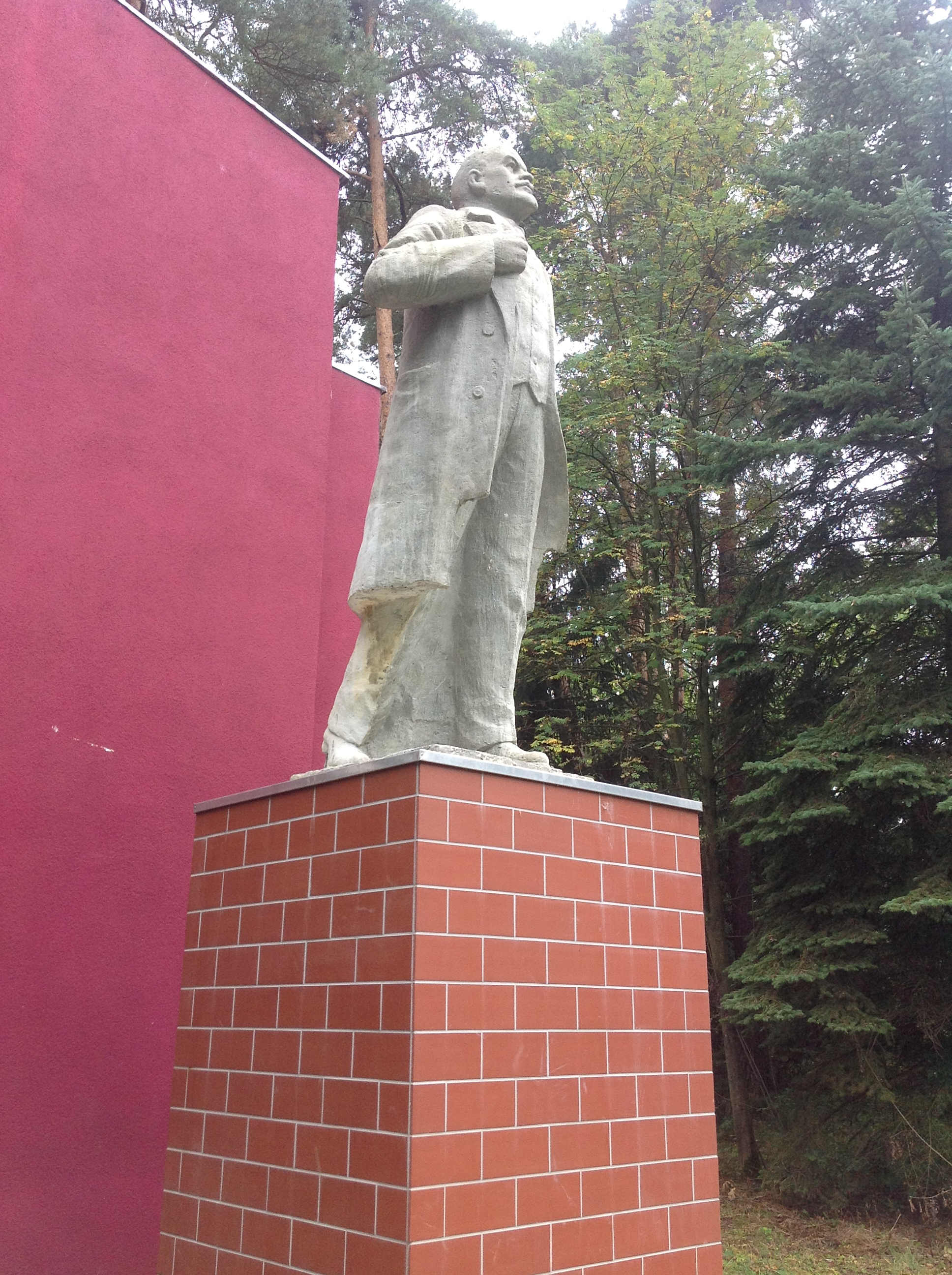
Statua di Lenin nella vecchia caserma sovietica a Weimar/Nohra
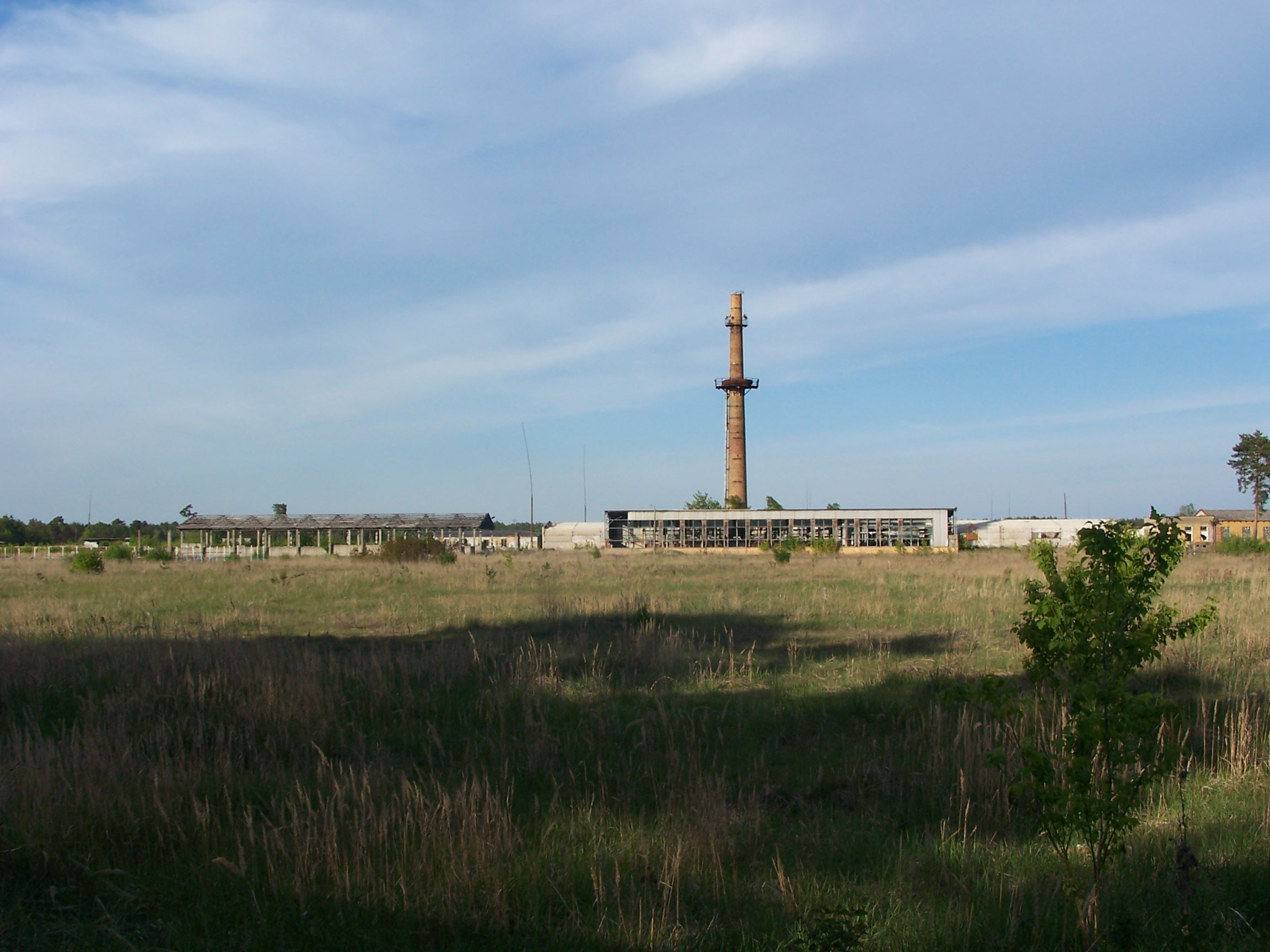
I resti di una vecchia caserma sovietica in Germania